# 武田信玄
武田 信玄（たけだ しんげん） / 武田 晴信（たけだ はるのぶ）は、戦国時代の武将。甲斐の守護大名・戦国大名。甲斐源氏の第19代当主。武田氏の第16代当主。諱は晴信、通称は太郎（たろう）。正式な姓名は、源 晴信（みなもと の はるのぶ）。表記は、「源朝臣武田信濃守太郎晴信」。「信玄」とは（出家後の）法名で、正式には徳栄軒信玄。
甲斐の守護を務めた武田氏の第18代当主・武田信虎の嫡男。先代・信虎期に武田氏は守護大名から戦国大名化して国内統一を達成し、信玄も体制を継承して隣国・信濃に侵攻する。その過程で、越後国の上杉謙信（長尾景虎）と五次にわたると言われる川中島の戦いで抗争しつつ信濃をほぼ領国化し、甲斐本国に加え、信濃・駿河・西上野および遠江・三河・美濃・飛騨などの一部を領した。次代の勝頼期にかけて領国をさらに拡大する基盤を築いた。西上作戦の途上に三河で病を発し、没した。

## 生涯

### 出生から甲斐守護継承まで

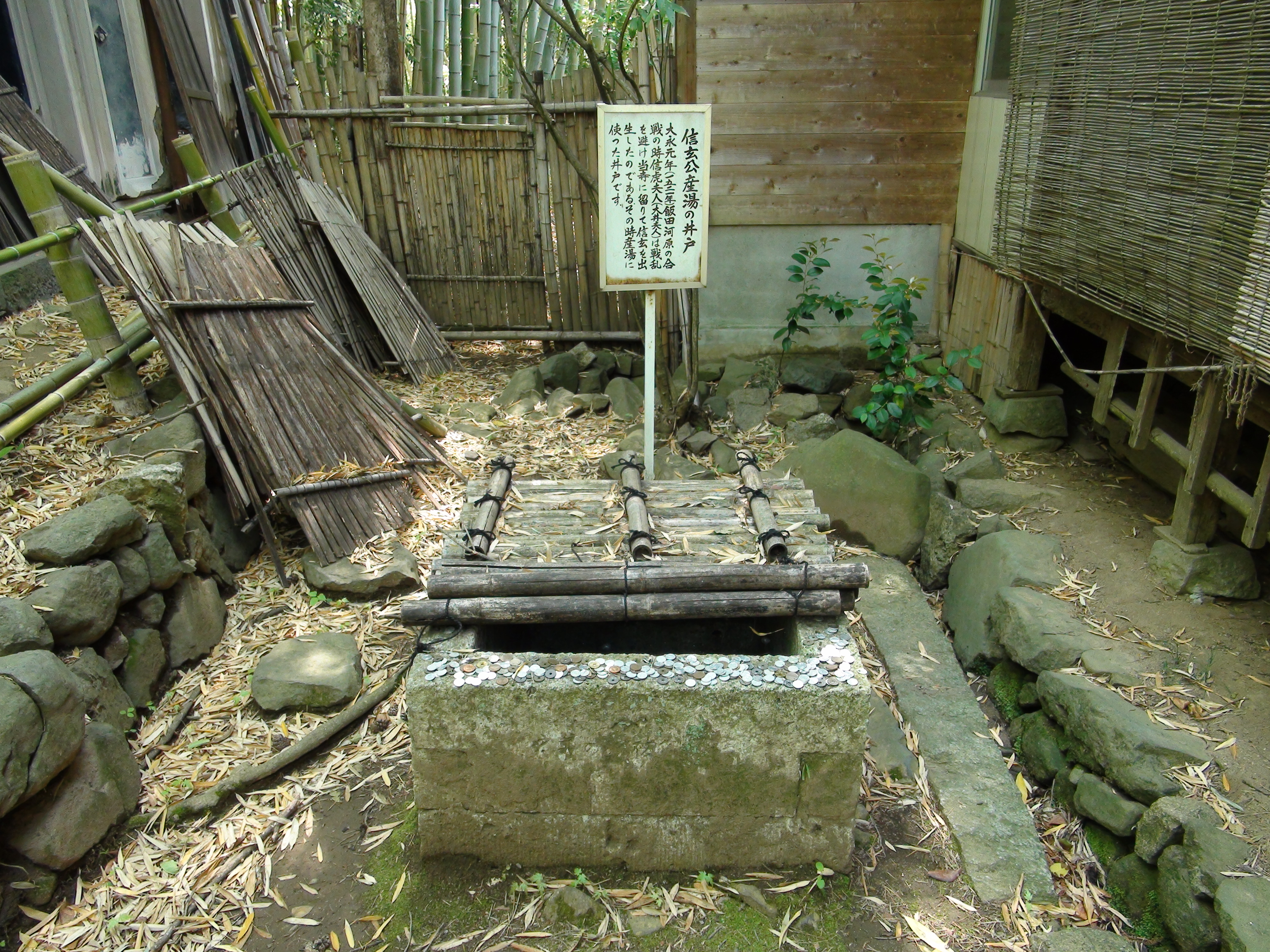
積翠寺にある、信玄公産湯の井戸

大永元年（1521年）11月3日、甲斐国守護・武田信虎の嫡長子として生まれる。ただし早世した竹松という兄がいるため長男ではなく次男である。母は西郡の有力国人大井氏の娘・大井夫人。幼名は太郎。
信玄の出生は信虎による甲斐統一の達成期にあたり、生誕地は躑躅ヶ崎館に付属した城として知られる要害山城である（または積翠寺）。信虎は駿河国今川氏を後ろ盾とした甲府盆地西部（西郡）の有力国衆大井氏と対決していたが、大永元年（1521年）10月には今川家臣福島正成率いる軍勢が甲府に迫り、信虎は甲府近郊の飯田河原合戦において福島勢を撃退している。この際、既に懐妊していた大井夫人は詰城である要害山へ退いていたといわれ、信玄は要害山城において出生したといわれている。
また、甲斐国では上杉禅秀の乱を契機に守護武田氏の権威が失墜し、有力国衆が台頭していたが、信玄の曽祖父にあたる武田信昌期には守護代跡部氏を滅ぼすなど、国衆勢力を服従させて国内統一が進んでいた。信昌期から父の信直（後の信虎）期には武田宗家の内訌に新たに台頭した有力国衆・対外勢力の争いが関係し甲斐は再び乱国状態となるが、信虎は甲斐統一を達成し、永正16年（1519年）には甲府の躑躅ヶ崎館を本拠とした城下町（武田城下町）を開府。家臣団組織が整備され、戦国大名として武田氏の地位が確立されていた。
傅役は不明だが、『甲陽軍鑑』では譜代家臣板垣信方が傅役であった可能性を示している。土屋昌続の父、金丸筑前守も傅役であったと伝わる。

### 嫡男昇格と元服
大永3年（1523年）、4歳上の兄の竹松が7歳で夭折した為、嫡男となる。
大永5年（1525年）、父・信虎と大井夫人との間に弟・次郎（武田信繁）が生まれる。『甲陽軍鑑』によれば、父の寵愛は次郎に移り、太郎を徐々に疎むようになったと言う。
信虎後期には駿河今川氏との和睦が成立し、関東地方において相模国の新興大名である後北条氏と敵対していた扇谷上杉氏と結び、領国が接する甲斐都留郡において北条方との抗争を続けていた。
天文2年（1533年）、扇谷上杉家当主で武蔵国川越城主である上杉朝興の娘・「上杉の方」が晴信の正室として迎えられた。これは政略結婚であるが、晴信と仲が良かったと伝えられている。しかし、天文3年（1534年）に出産の折、難産で上杉の方も子も死去している。
天文5年（1536年）3月、太郎は元服して、室町幕府の第12代将軍・足利義晴から「晴」の偏諱を賜り、名前を晴信と改める。官位は従五位下・大膳大夫に叙位・任官される。元服後に継室として左大臣・三条公頼の娘である三条夫人を迎えている。この年には駿河で今川氏輝が死去し、花倉の乱を経て今川義元が家督を継いで武田氏と和睦しており、この婚姻は京都の公家と緊密な今川氏の斡旋であったとされている。『甲陽軍鑑』では輿入れの記事も見られ、晴信の元服と官位も今川氏の斡旋があり、勅使は三条公頼としているが、家督相続後の義元と信虎の同盟関係が不明瞭である時期的問題から疑問視もされている（柴辻俊六による）。

### 初陣と父親の追放による家督相続
信虎は諏訪氏や村上氏ら信濃豪族と同盟し、信濃国佐久郡侵攻を進めているが、武田家の初陣は元服直後に行われていることが多く、『甲陽軍鑑』によれば晴信の初陣は天文5年（1536年）11月、佐久郡海ノ口城主平賀源心攻めであるとしている。『甲陽軍鑑』に記される晴信が城を一夜にして落城させたという伝承は疑問視されているものの、時期的にはこの頃であると考えられている。
晴信は信虎の信濃侵攻に従軍し、天文10年（1541年）の海野平の戦いにも参加しているが、『高白斎記』によれば、甲府へ帰陣した同年6月には、晴信や重臣の板垣信方や甘利虎泰、飯富虎昌らによる信虎の駿河追放が行われ、晴信は武田家の第19代目の家督を相続する。しかしこの直後に上杉憲政に信濃佐久郡を掠め取られた。

### 信濃攻め

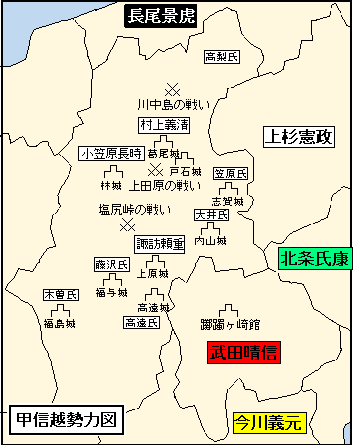
戦国時代の甲信とその周辺[//upload.wikimedia.org/wikipedia/ja/7/73/%E6%88%A6%E5%9B%BD%E7%94%B2%E4%BF%A1%E8%B6%8A.png 拡大

信虎期の武田氏は敵対している勢力は相模後北条氏のみで、駿河国今川氏、上野国山内上杉氏・扇谷上杉氏、信濃諏訪氏と同盟関係を持ち、信虎末期には信濃佐久郡・小県郡への出兵を行っていた。晴信は家督を相続すると信虎路線からの変更を行い、信濃諏訪領への侵攻を行った。
天文11年（1542年）3月、瀬沢の戦いがあった（諸説あり、瀬沢の戦い参照）。
天文11年（1542年）6月、武田晴信は諏訪氏庶流である伊那の高遠頼継とともに諏訪領への侵攻を開始し、桑原城の戦いで諏訪氏は和睦を申し入れ、諏訪頼重を甲府へ連行して自害に追い込み、諏訪領を制圧している。
天文11年（1542年）9月25日、武田軍と高遠頼継軍が信濃国宮川で戦った（宮川の戦い）。武田方はこれを撃破して諏訪を掌握する。
天文12年（1543年）、武田方はさらに信濃国長窪城主である大井貞隆を攻めて、自害に追い込んだ。
天文14年（1545年）4月、上伊那郡の高遠城に侵攻して高遠頼継を滅ぼし、続いて6月には福与城主である藤沢頼親を追放した（高遠合戦）。
天文13年（1544年）、父・武田信虎時代は対立していた後北条氏と和睦し、その後も天文14年の今川氏と後北条氏の対立（第2次河東一乱）を仲裁して、両家に貸しを作った。それによって西方に安堵を得た北条氏康は河越城の戦いで勝利し、そうした動きが後年の甲相駿三国同盟へと繋がっていく。
今川・北条との関係が安定したことで、武田方は信濃侵攻を本格化させ、信濃守護小笠原長時、小県領主村上義清らと敵対する。
天文16年（1547年）、関東管領勢に支援された志賀城の笠原清繁を攻め、同年8月6日の小田井原の戦いで武田軍は上杉・笠原連合軍に大勝する。また、領国支配においても同年には分国法である『甲州法度之次第（信玄家法）』を定めている。
天文17年（1548年）2月、晴信は北信地方に勢力を誇る葛尾城主・村上義清と上田原で激突する（上田原の戦い）。上田原の戦いにおいて武田氏方は村上義清方に敗れ、宿老の板垣信方、甘利虎泰らをはじめ多くの将兵を失い、晴信自身も傷を負い甲府の湯村温泉で30日間の湯治をしたという。この機に乗じて同年4月、小笠原長時が諏訪に侵攻して来るが、晴信は7月の塩尻峠の戦い（勝弦峠の戦い）で小笠原長時軍を撃破した。
天文19年（1550年）7月、晴信は松本盆地に侵攻する。これに対して仁科盛能は武田方に内通し、小笠原長時には既に抵抗する力は無く、林城を放棄して村上義清の下へ逃走した（林城の戦い）。こうして松本盆地は武田の支配下に入った。
天文19年（1550年）9月、村上義清の支城である砥石城を攻める。しかし、この戦いで武田軍は後世に砥石崩れと伝えられる敗戦を喫した。
天文20年（1551年）4月、真田幸隆（幸綱）の調略で砥石城が落城すると、武田氏軍は次第に優勢となった。
天文21年（1552年）8月、武田晴信軍は3000人の兵で仁科氏庶流小岩盛親が500人で守る小岩嶽城を攻略した。
天文22年（1553年）4月、村上義清は葛尾城を放棄して越後国主の長尾景虎（後の上杉謙信）の下へ逃れた（葛尾城の戦い）。こうして東信地方も武田家の支配下に入り、晴信は北信地方を除き信濃をほぼ平定した。

### 第1次川中島の戦い

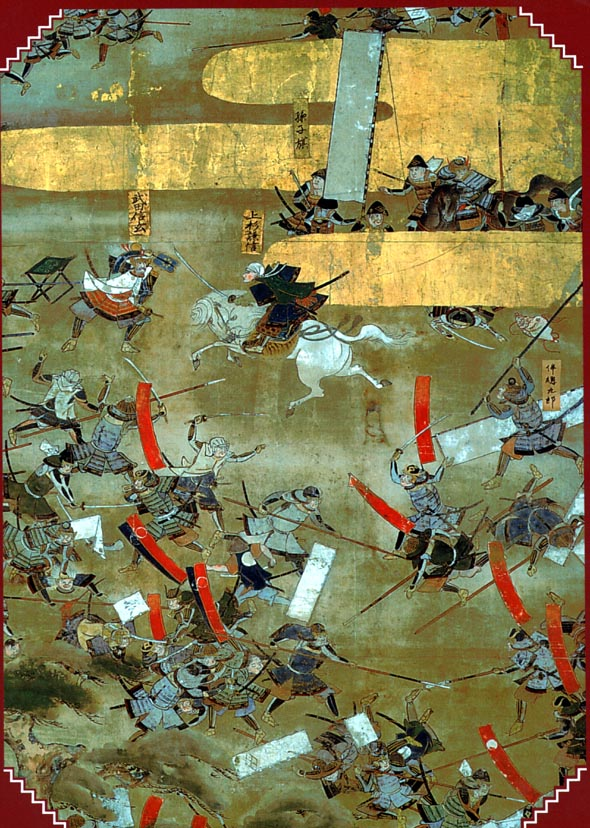
第四次川中島の戦い

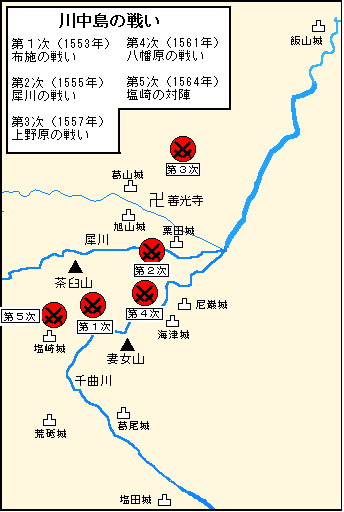
川中島の戦い[//upload.wikimedia.org/wikipedia/ja/1/17/%E5%B7%9D%E4%B8%AD%E5%B3%B6%E3%81%AE%E6%88%A6%E3%81%84.png 拡大

天文22年（1553年）4月、村上義清や北信豪族の要請を受けた長尾景虎は本格的な信濃出兵を開始し、以来、善光寺平の主導権を巡る甲越対決の端緒となる（第1次川中島の戦い）。
武田軍は村上義清の葛尾城を落とす。この後、武田軍は5月八幡にて村上義清に敗れ葛尾城を奪還される。9月武田軍は塩田城を落とす。武田軍の先鋒は9月の布施の戦いにて撃破された。長尾景虎は信濃領内に侵攻し、荒砥城、虚空蔵山城を落とし、青柳城と苅屋原城を攻めたが武田晴信は決戦を避けた。その後は景虎も軍を積極的に動かすことなく、両軍ともに撤退した。
同年8月には景虎の支援を受けて大井信広（武石城主）が謀反を起こすが、晴信はこれを直ちに鎮圧した。

### 甲相駿三国同盟の締結
武田晴信は信濃進出に際して、和睦が成立した後も軍事的な緊張が続いていた駿河の今川氏と相模の北条氏の関係改善を進めており、天文23年（1554年）には嫡男武田義信の正室に今川義元の娘嶺松院（信玄の姪）を迎え、甲駿同盟を強化する。また娘を北条氏康の嫡男北条氏政に嫁がせ甲相同盟を結ぶ。
これにより、今川氏と北条氏も信玄及び今川家の太原雪斎が仲介して婚姻を結び、甲相駿三国同盟が成立する。甲相駿三国同盟同盟のうち、北関東において景虎と抗争していた北条氏との甲相同盟は長尾景虎を共通の敵として相互に出兵し軍事同盟として特に有効に機能した。

### 木曽・下伊那・美濃恵那の平定
天文23年（1554年）、佐久郡や伊那郡・木曽郡に残されていた反武田勢力を完全に鎮圧して信濃南部を安定化させた。これと同時期に、三河・美濃・信濃の国境地帯に勢力を持つ美濃恵那郡の岩村遠山氏・苗木遠山氏の両遠山氏も信玄に臣従してきたために、美濃を支配する斎藤道三・義龍父子とも緊張関係を生じさせることになった。

### 第2次川中島の戦い
天文24年（1555年）、武田方の善光寺別当・栗田永寿が旭山城（長野県長野市）に籠る。これに対し、長尾景虎は裾花川を挟んで対岸に葛山城を築城。
天文24年（1555年）、川中島において200日余長尾軍と対陣した。
今川義元の仲介で和睦、両軍は撤兵。和睦条件に武田方の旭山城破砕があり、破砕された。
弘治2年（1556年）、長尾家家臣の大熊朝秀が離反し、会津の蘆名盛氏と共に越後に侵攻するが撃退された。

### 第3次川中島の戦い
弘治3年（1557年）2月15日、信玄は葛山城を調略で落とした。
弘治3年（1557年）、晴信の北信への勢力伸張に反撃すべく長尾景虎は出陣するが、晴信は決戦を避け、決着は付かなかった。この戦いは、上野原の戦いともいう。
弘治3年（1557年）、室町幕府の第13代将軍・足利義輝による甲越和睦の御内書が下される。これを受諾した景虎に対し、晴信は受託の条件に信濃守護職を要求し、信濃守護に補任されている。
一連の戦闘の結果、北信地方の武田氏勢力は拡大した。
永禄2年（1559年）3月、長尾氏の有力な盟友であった高梨氏は本拠地の高梨氏館（中野城、長野県中野市）を落とされ、飯山城（長野県飯山市）に後退した。長尾景虎は残る長尾方の北信国衆への支配を強化して、実質的な家臣化を進めることになった。
永禄2年（1559年）、永禄の飢饉が発生。甲斐国が大規模な水害に襲われる。

### 出家
永禄2年（1559年）2月、第三次川中島の戦いの後に出家した。
『甲斐国志』に拠れば、晴信は長禅寺住職の岐秀元伯を導師に出家し、「徳栄軒信玄」と号したという。文書上では翌年に信濃佐久郡の松原神社に奉納している願文が「信玄」の初見史料となっている。
出家の背景には信濃をほぼ平定した時期であることや、信濃守護に補任されたことが契機であると考えられているほか、永禄2年（1559年）に相模後北条氏で永禄の大飢饉を背景に当主氏康が家督を嫡男氏政に譲り徳政を行っていることから、同じく飢饉が蔓延していた武田領国でも、代替わりに近い演出を行う手段として、晴信の出家が行われた可能性が考えられている。「信玄」の号のうち「玄」の字は「晴」と同義であるとする説や、臨済宗妙心寺派の開山である関山慧玄の一字を授かったとする説、唐代の僧臨済義玄から一字を取ったとする説などがある。

### 第4次川中島の戦い

武田信玄（左）・上杉謙信（右）一騎討像（長野市八幡原史跡公園）

その間も信玄は北信侵攻を続けていた。永禄4年（1561年）4月、上杉政虎（永禄4年（1561年）3月、長尾景虎より改名）が後北条氏の小田原城を包囲する（小田原城の戦い）。この間に信玄は信濃に海津城（長野県長野市松代町）を築城。割ヶ嶽城（現長野県上水内郡信濃町）を攻め落とした。参謀の原虎胤が負傷。代わって、山本勘助が参謀になる。
信玄は甲相同盟の後北条氏の要請に応じて信濃に出兵。これを受けて政虎（永禄4年（1561年）8月より輝虎に改名）は川中島の善光寺に出兵した。
永禄4年（1561年）8月、第四次川中島の戦いは一連の対決の中で最大規模の合戦となる。武田方は信玄の実弟である副将武田信繁をはじめ重臣室住虎光、足軽大将の山本勘助、三枝守直ら有力家臣を失い、信玄自身までも負傷したという。
第4次川中島合戦で信濃侵攻は一段落し、信玄は西上野侵攻をさらに進めた。

### 第5次川中島の戦いと西上野侵攻
永禄7年（1564年）、上杉謙信が武田軍の飛騨国侵入を防ぐために川中島に出陣したが、信玄は決戦を避けて塩崎城に布陣するのみで、にらみ合いで終わった。
弘治3年（1557年）より、信玄は川中島の戦いと並行して西上野侵攻を開始したものの、山内上杉家の長野業正が善戦した為、当初は捗々しい結果は得られなかった。
永禄4年（1561年）、業正が死去すると、武田軍は跡を継いだ長野業盛を攻め、永禄9年（1566年）9月には箕輪城を落とし、上野西部を領国化した。これにより箕輪城は対後北条氏の最前線となる。
元亀2年（1571年）12月、甲相同盟が回復すると後北条氏との争いが止まった。甲相同盟は天正7年（1579年）3月まで続いた。

### 飛騨国内紛への介入
永禄7年（1564年）、武田氏が江馬時盛を、上杉氏が三木氏・江馬輝盛を支援して介入した。江馬輝盛は家臣団として飛騨先方衆に組み込まれている。
永禄7年（1564年）6月、信玄は家臣の山県昌景・甘利昌忠を飛騨へ派遣し、これにより三木氏・江馬輝盛は劣勢となり、武田氏方と通じる。
永禄7年（1564年）8月、上杉輝虎は信玄の飛騨国侵入を防ぐため、川中島に出陣した（第五次川中島合戦）。信玄は長野盆地南端の塩崎城まで進出するが決戦は避け、2ヶ月に渡り対陣する。10月になって、両軍は撤退して終わった。

### 越中国への介入
永禄年間（1558年以降）に入ると、越中国の有力国人である椎名康胤は長尾景虎の従弟・長尾景直を養子に迎えた。同じく有力国人の神保長職は武田氏と同盟を結んで対抗した。信玄は石山本願寺の顕如と縁戚関係にあり、越中一向一揆も神保方を支援した。このため、越中の内乱は武田氏方の神保・一向一揆と上杉氏方の椎名による、いわゆる武田・上杉の代理戦争という形となった。
永禄11年（1568年）7月、椎名康胤が武田氏の調略に応じ、上杉氏から離反した。武田氏は越中国における家臣団・越中先方衆に椎名氏を組み込んでいる。

### 外交方針の転換と甲駿同盟の破綻
永禄3年（1560年）5月、駿河の今川義元が桶狭間の戦いにおいて、尾張国の織田信長に敗死。当主が今川氏真に交代したものの、今川領国では三河で松平元康（徳川家康）が独立するなど動揺が見られた。信玄は義元討死の後に今川との同盟維持を確認しているが、この頃には領国を接する美濃においても信長が斎藤氏の内訌に介入して抗争しており、信長は斎藤氏との対抗上、武田との関係改善を模索、信玄も木曽・東濃地域における両勢力の対立を避けたかった。こうした経緯から諏訪勝頼（後の武田勝頼）正室に信長養女が迎えられている。川中島合戦・桶狭間合戦を契機とした対外情勢の変化に伴い武田と今川の同盟関係には緊張が生じた。
永禄8年（1565年）10月、武田家において親今川派とされた嫡男の義信が廃嫡される事件が発生している（義信事件）。
永禄10年（1567年）、今川氏の甲州への塩止め（交易停止）が行われ、武田と今川の同盟関係が急速に悪化する。
この年の10月、幽閉されていた武田義信が病死した。長年、義信の死因には病死説と自害説があったが、葬儀の際に読まれた香語に病死に至る経緯が書かれていることから病死が正しいと考えられている。ただし、義信が自害したとする風説も早い時期からあったらしく、今川氏真は義信は信玄によって自害させられたと信じていたようである。義信の死を知った氏真は嶺松院の返還を要求し、北条氏康が仲介した形で同年11月（一説には翌年2月）に嶺松院は義信との娘を連れて駿河に帰国している。これによって甲相駿三国同盟は事実上解体に向かうことになる。

### 駿河侵攻の開始
永禄11年（1568年）12月には遠江での今川領分割を約束した三河の徳川家康と共同で駿河侵攻を開始し、薩垂山で今川軍を破り（ 薩埵峠の戦い）、今川館（後の駿府城）を一時占拠する。江尻城（静岡県静岡市）を築城。
信玄は駿河侵攻に際して相模北条氏康にも協調を持ちかけていたが、氏康は今川氏救援のため出兵して永禄11年（1568年）甲相同盟は解消された（甲相同盟の「武田氏の駿河侵攻と甲相同盟の破綻」参照）。北条氏は越後上杉氏との越相同盟を結び武田領国への圧力を加えた。さらに徳川氏とは遠江領有を巡り対立し、永禄12年5月（1569年）に徳川家康は今川氏と和睦し、徳川家康は駿河侵攻から離脱した。

### 甲越和与
この間、織田信長は足利義昭を奉じて上洛していた。信玄は信長と室町幕府の第15代将軍に就いた足利義昭を通じて越後上杉氏との和睦（甲越和与）を試み、永禄12年8月（1569年）には上杉氏との和睦が成立した。
さらに信玄は越相同盟に対抗するため、常陸国佐竹氏や下総国簗田氏など北・東関東の反北条勢力との同盟を結んで後北条領国へ圧力を加え、永禄12年10月（1569年）には小田原城を一時包囲。撤退の際に、三増峠の戦いで北条勢を撃退した（これにより永禄12年（1569年）の第三次駿河侵攻にて、後北条氏は戦力を北条綱重の守る駿河の蒲原城に回せず、これを落とすことに成功した）。こうした対応策から後北条氏は上杉・武田との関係回復に方針を転じた。
永禄12年（1569年）末、信玄は再び駿河侵攻を行い、駿府を掌握した。
また、永禄年間に下野宇都宮氏の家臣益子勝宗と親交を深めていた。勝宗が信玄による西上野侵攻に呼応して出兵し、軍功を上げると信玄は勝宗に感状を贈っている。

### 遠江・三河侵攻と甲相同盟の回復
永禄11年（1568年）9月、将軍・足利義昭を奉じて織田信長が上洛を果たした。
永禄12年（1569年）6月、大宮城を攻め、降伏させる（第二次駿河侵攻を参照）。
永禄12年（1569年）10月、碓氷峠方面から信玄による小田原城侵攻。撤退の際に、三増峠の戦いが発生。この結果、後北条家は北条氏信（綱重）率いる蒲原城に援軍を回せなくなり、蒲原城が落城した（駿河侵攻の為の二正面作戦と見れる）。
元亀元年（1570年）1月、武田勝頼らが花沢城を攻め落とし、清水袋城を築城。この結果、海に面した地域を手に入れたので、武田水軍を編成。徳一色城（田中城）を攻め落とす。
元亀元年（1570年）8月、駿河に攻め入り、信玄は黄瀬川に本陣を置き、軍勢を分けて韮山城を攻略、攻め落とせず。
元亀元年（1570年）12月、武田家臣の秋山虎繁は徳川氏を攻めるが、織田・徳川連合軍が小田子合戦（恵那市）にて秋山虎繁を破った。
元亀2年（1571年）2月、信玄も信長の勢力拡大を危惧したため、信長の盟友である徳川家康を討つべく、大規模な遠江・三河侵攻を行う。信玄は同年5月までに小山城、足助城、田峯城、野田城、二連木城を落としたが、信玄が血を吐いたため甲斐に帰還した。

### 越中一向一揆との連携、甲相同盟を回復
元亀2年（1571年）4月、勝頼が加賀一向一揆の杉浦玄任に書状を送り、加賀・越中の一向一揆が協力して上杉謙信に対抗するよう求めた。
元亀3年（1572年）5月、顕如より総大将に任命された杉浦玄任率いる加賀一向一揆が、上杉方に対して挙兵した。これにより、謙信は元亀4年（1573年）8月まで、度々越中に出兵する必要があった（尻垂坂の戦い参照）。
元亀2年（1571年）10月3日、かねてより病に臥していた北条氏康が小田原で死去。跡を継いだ嫡男の北条氏政は、「再び武田と和睦せよ」との亡父の遺言に従い（氏政独自の方針との異説あり）、謙信との同盟を破棄して弟の北条氏忠、北条氏規を人質として甲斐に差し出し、12月27日には信玄と甲相同盟を回復するに至った。

### 西上作戦
尾張の織田信長とは永禄年間から領国を接し、外交関係が始まっており、永禄8年（1565年）には東美濃の国衆である遠山直廉の娘（信長の姪にあたる）を信長が養女として武田家の世子である武田勝頼に嫁がせることで友好的関係を結んだ。その養女は男児（後の武田信勝）を出産した直後に死去したが、続いて信長の嫡男である織田信忠と信玄の娘である松姫の婚約が成立している。織田氏の同盟国である徳川氏とは三河・遠江をめぐり対立を続けていたが、武田と織田は友好的関係で推移している。
元亀2年（1571年）の織田信長による比叡山焼き討ちの際、信玄は信長を「天魔ノ変化」と非難し、比叡山延暦寺を甲斐に移して再興させようと図った。天台座主の覚恕法親王（正親町天皇の弟宮）も甲斐へ亡命して、仏法の再興を信玄に懇願した。信玄は覚恕を保護し、覚恕の計らいにより権僧正という高位の僧位を元亀3年（1572年）に与えられた。
また、元亀2年には甲相同盟が回復している。
元亀3年（1572年）10月3日、信玄は将軍・足利義昭の信長討伐令の呼びかけに応じる形で甲府を進発した。武田勢は諏訪から伊那郡を経て遠江に向かい、山県昌景と秋山虎繁の支隊は徳川氏の三河へ向かい、信玄本隊は馬場信春と青崩峠から遠江に攻め入った。
信長はそれを知らず5日付けで信玄に対して武田上杉間での和睦の仲介に骨を折ったとの書状を送った。
信玄率いる本隊は、信長と交戦中であった浅井長政、朝倉義景らに信長への対抗を要請し、10月13日に徳川氏の諸城を1日で落とし進軍した。
山県昌景の支隊は柿本城、井平城（小屋城、 静岡県浜松市）を落として信玄本隊と合流した（仏坂の戦い）。秋山虎繁の支隊は、11月に信長の叔母のおつやの方が治める東美濃の要衝岩村城が秋山虎繁に包囲されて軍門に下った（岩村城の戦い）。
これに対して、信長は信玄と義絶するが、浅井長政、朝倉義景、石山本願寺の一向宗徒などと対峙していたため、家康に佐久間信盛、平手汎秀らと3000の兵を送る程度に止まった。
10月14日、家康は武田軍と遠江一言坂において戦い敗退している（一言坂の戦い）。
信長は11月20日付けで上杉謙信に「信玄の所行、まことに前代未聞の無道といえり、侍の義理を知らず、ただ今は都鄙を顧みざるの私大、是非なき題目にて候」「永き儀絶(義絶)たるべき事もちろんに候」「未来永劫を経候といえども、再びあい通じまじく候」と書状を送っている。。
元亀3年（1572年）12月19日、武田軍は遠江の要衝である二俣城を陥落させた（二俣城の戦い）。

### 三方ヶ原の戦い

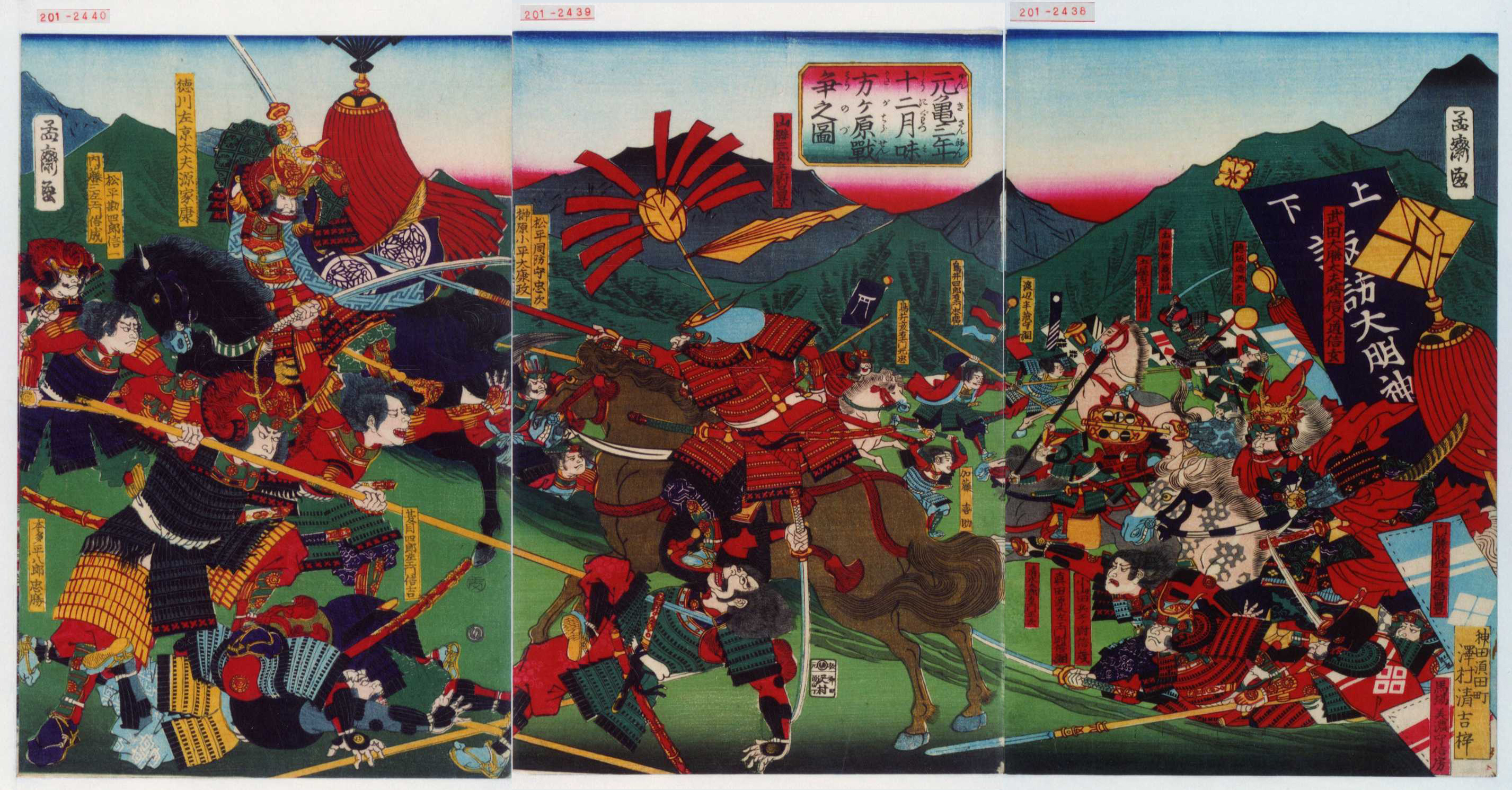
三方ヶ原の戦い

劣勢に追い込まれた徳川家康は浜松城に籠城の構えを見せたが、浜松城を攻囲せず西上する武田軍の動きを見て出陣した。しかし、遠江三方ヶ原において、12月22日に信玄と決戦し敗退している（三方ヶ原の戦い）。
しかしここで（信玄は）盟友・浅井長政の援軍として北近江に参陣していた朝倉義景の撤退を知る。信玄は義景に文書を送りつけ（伊能文書）再度の出兵を求めたものの、朝倉義景はその後も動こうとしなかった。また、信玄も三方ヶ原の戦いの勝利の勢いに乗じて大沢基胤の堀江城を攻めているが、攻め落とせなかった。

### 最期
信玄は軍勢の動きを止め浜名湖北岸の刑部において越年したが、元亀4年（1573年）1月には三河に侵攻し、2月10日には野田城を落とした（野田城の戦い）。3月6日、岩村城に秋山虎繁を入れた。

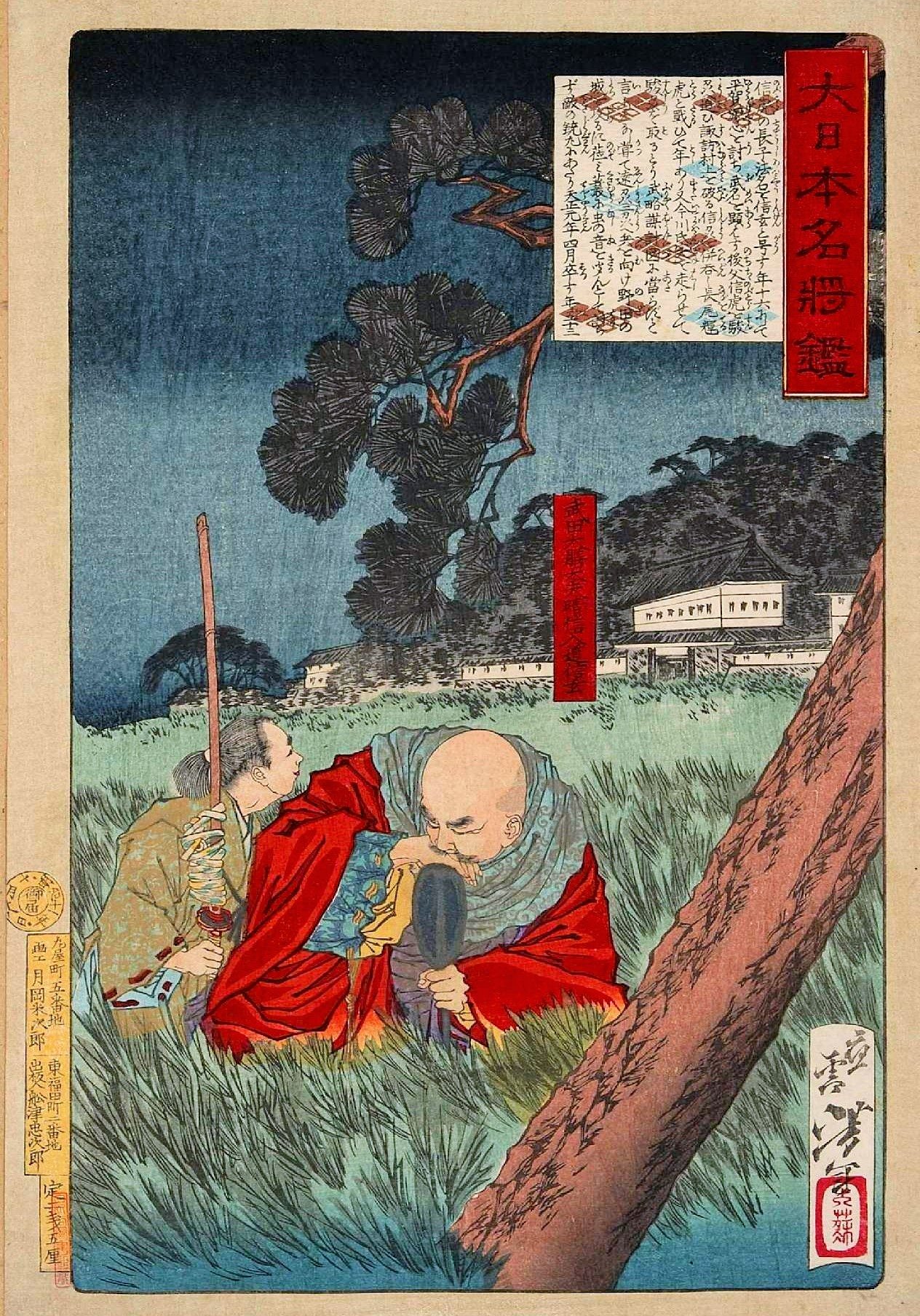
信玄の最期を描いた月岡芳年の作。詞書では虫の音を聴かんとす、とある。

信玄は野田城を落とした直後から度々喀血を呈するなど持病が悪化し、武田軍の進撃は停止する。このため、信玄は長篠城において療養していたが、近習・一門衆の合議にて4月初旬には遂に甲斐に撤退することとなる。
元亀4年（1573年）4月12日、軍を甲斐に引き返す三河街道上で、信玄は死去した。享年53。臨終の地点は小山田信茂宛御宿監物書状写によれば三州街道上の信濃国駒場（長野県下伊那郡阿智村）であるとされているが、浪合や根羽とする説もある。法名は恵林寺殿機山玄公大居士。菩提寺は山梨県甲州市の恵林寺。
辞世の句は、「大ていは 地に任せて 肌骨好し 紅粉を塗らず 自ら風流」。

## 遺言
| 甲府市岩窪町の武田信玄公墓所（2010年9月撮影） |  | 甲州市恵林寺の武田信玄公墓所（2010年11月撮影） |
| 甲府市岩窪町の武田信玄公墓所（2010年9月撮影） |  | 甲州市恵林寺の武田信玄公墓所（2010年11月撮影） |

『甲陽軍鑑』によれば、信玄は遺言で「自身の死を3年の間は秘匿し、遺骸を諏訪湖に沈める事」や、勝頼に対しては「信勝継承までの後見として務め、越後の上杉謙信を頼る事」を言い残し、重臣の山県昌景や馬場信春、内藤昌秀らに後事を託し、山県に対しては「源四郎、明日は瀬田に（我が武田の）旗を立てよ」と言い残したという。
信玄の遺言については、遺骸を諏訪湖に沈めることなど事実では無く誤りである。信玄の墓は恵林寺に現存している。
信玄の死後に家督を相続した勝頼は遺言を守り、信玄の葬儀を行わずに死を秘匿している。駒場の長岳寺や甲府岩窪の魔縁塚を信玄の火葬地とする伝承があり、甲府の円光院では安永8年（1779年）に甲府代官により発掘が行われて、信玄の戒名と年月の銘文がある棺が発見されたという記録がある。このことから死の直後に火葬して遺骸を保管していたということも考えられている。

## 死後・法要など
天正3年（1575年）3月6日、山県昌景が使者となり、高野山成慶院に日牌が建立される（『武田家御日牌帳』）。
天正3年（1575年）4月12日、『甲陽軍鑑』品51によると、恵林寺において武田勝頼による信玄三周忌の仏事が行われている。この時、恵林寺住職の快川紹喜が大導師を務め、葬儀が行われたという（『天正玄公仏事法語』）。同年5月21日に武田勝頼は長篠の戦いにおいて織田・徳川連合軍に敗れている。
天正4年（1576年）4月16日、勝頼により恵林寺で信玄の葬儀が行われている。
江戸時代には寛文12年（1672年）に恵林寺において百回忌の法要が行われている。宝永2年（1705年）4月10日には恵林寺において甲府藩主・柳沢吉保による百三十三回忌の法要が行われている。柳沢吉保は将軍・徳川綱吉の側用人で、宝永元年（1704年）に甲府藩主となった。柳沢吉保は信玄を崇拝し、柳沢氏系図において武田氏に連なる一族であることを強調し、百三十三回忌法要では伝信玄佩刀の太刀銘来国長を奉納し、自らが信玄の後継者であることを強調している。
大正4年（1915年）11月10日、信玄は従三位を贈られる。
令和3年（2021年）11月3日、甲斐善光寺（甲府市）において「信玄公生誕500年祭大法要」が営まれ、信玄から数えて17代目の当主、武田英信らが参加した。

## 人物

### 人物像

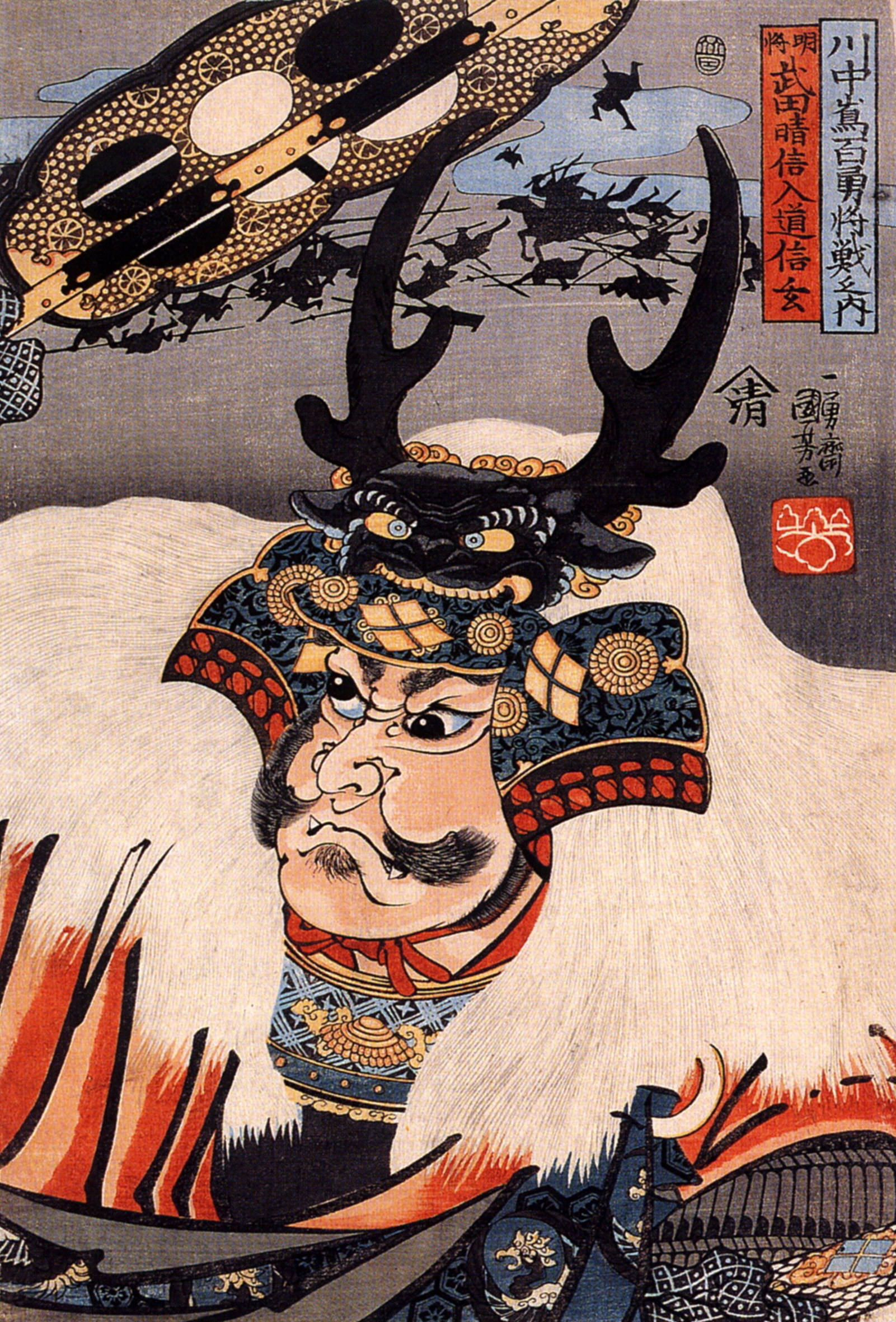
『川中島百勇将戦之内』「明将 武田晴信入道信玄」

信玄の発行した文書は、信玄の花押による文書が約600点、印判を使用したものが約750点、写しのため署判不詳が100点、家臣が関与したものが50点の合計約1500点ほどが確認されている。そのうち信玄自筆書状は50点前後確認できるが、20点ほどは神社宛の願文である。私的な文書は皆無で、人物像・教養についてうかがえる資料・研究は少ないものの、昭和初年には渡辺世祐『武田信玄の経綸と修養』 において若干論じられている。
教養面について、信玄は京から公家を招いて詩歌会・連歌会を行っており、信玄自身も数多くの歌や漢詩を残している。信玄の詩歌は『為和集』『心珠詠藻』『甲信紀行の歌』などに収録され、恵林寺住職の快川紹喜や円光院住職の説三恵璨により優れたものとして賞賛されている。また、漢詩は京都大徳寺の宗佐首座により「武田信玄詩藁」として編纂している。
また、信玄は長男義信の廃嫡や婚姻同盟の崩壊による子女の受難などを招いている一方で、次男信親が幼少期に疱瘡に罹り、信玄が息子の目が治癒するよう祈願した願文や黄梅院の安産を祈願する二通の願文（黄梅院は嫁ぎ先である北条家に留まり、氏政の正室として小田原城で亡くなった事が2019年の論文/史料の再検証、供養記録の検証により判明している）や信玄と義信の連名で、甲斐国二宮である美和神社に必勝祈願と子孫繁栄を祈願して和歌を綴った『板絵着色三十六歌仙図』を奉納しているなど、親としての一面が垣間見える事実もあることから、国主としての複雑な立場を指摘する意見もある。
義信事件に関しては諸説あるが 推定 弘治元年（1555年）7月16日付）の書状には「義信は今川家のために父子（信玄と義信）で取り決めた事を忘れてしまっている」と記している（「雑録追加」『戦武』補遺 十五号）。ただ、この文書については、信玄と五郎（今川氏真）との関係についても触れているため、ここで言う父とは舅である今川義元のことであり、取り決めを忘れたのは義元と解釈すべきとする説もある。
また永禄8年（1565年）には「我々の仲（信玄と義信）を引き裂こうとする密謀が発覚した」「義信との親子関係に問題はない」（『尊経閣古文書纂』十月二十三日付）という趣旨の手紙を小幡源五郎に送ったとされている。これを考慮するならば、当初の頃は廃嫡するつもりは無かったと推測される。
信玄と正室三条夫人は、夫婦の仲が良かった。武田家と交流のあった快川紹喜が記した円光院の葬儀記録によれば 「武田信玄公とは、比翼の契り、夫婦仲が睦まじかった。」「夫人は常に信玄公のお考えに寄り添って行動されていた。」「信玄公を中心とする武田家のその歩みは、夫人の遺徳を守る意気と心映えが大地の様にしっかりと正直に豊かに嘘偽りなく、目的に向かって進んでいます。」と書かれている 。元亀元年（1570年）に三条夫人が亡くなると葬儀した寺を菩提寺とし、信玄がその法号から寺名を円光院と改めた。また信玄が臨終間際の際に馬場信春を呼び寄せ、信玄が日頃から信仰していた陣中守り本尊と刀八毘沙門及び勝軍地蔵を託して、説三和尚に送り、三条夫人の墓がある円光院に納めてもらう様に遺言したという。 この二体の仏像は遺言通り、現在も円光院に所蔵されている。
義信事件以降、義信を赦免して後継者に戻すか、廃嫡して新たな後継者を決めるかについて判断を先送りにしてきた信玄であったが、2年後に義信が病死したことで後者を選択せざるを得なくなった。しかし、三条夫人の男子は失明した後に出家した信親（竜宝）しかおらず、他の女性が生んだ男子から後継者を選択するしかなかった。最有力であったのは、一番年長の勝頼であった。しかし、勝頼は既に諏訪氏を継承して信長の養女を娶っていたことが問題視された。今川氏と断交しないのであれば、同氏と新たな政略結婚を結ぶ必要があるためである。しかし、今川義元には既に北条氏政の娘早川殿と婚姻した嫡男氏政と義信室の嶺松院しかいないために新たな婚姻を結ぶことが出来ないまま、最終的に断交を選択することになる。一方で、未だ元服していない子の中で最年長であった盛信を後継者とする構想もあったらしく、最終的に幼少の盛信ではなく勝頼を後継者にすることを決断するまでに更に2年以上経過してしまった。その時期は、信玄が将軍足利義昭に勝頼のための官位と偏諱を申請した元亀元年（1570年）4月の直前であったと推測される。しかし、理由は不明ながら義昭はこの申請を却下し、勝頼は室町幕府から武田氏の後継者として認められないまま、信玄の死を迎えることになる。しかも、三条夫人や一門衆は盛信支持だったらしく、その間に盛信と信玄の弟・信繁の娘の婚姻話が進んでおり、最終的に信玄が一門衆を説得して勝頼を正式な後継者として確立したのは元亀2年（1571年）末頃と推測されている（三条夫人はこの間に死去）。
『甲陽軍鑑』において信玄は名君・名将として描かれ、中国三国時代における蜀の諸葛孔明の人物像に仮託されており（品九）、甲陽軍鑑においてはいずれも後代の仮託と考えられているが軍学や人生訓に関する数々の名言が記されている。

### 逸話

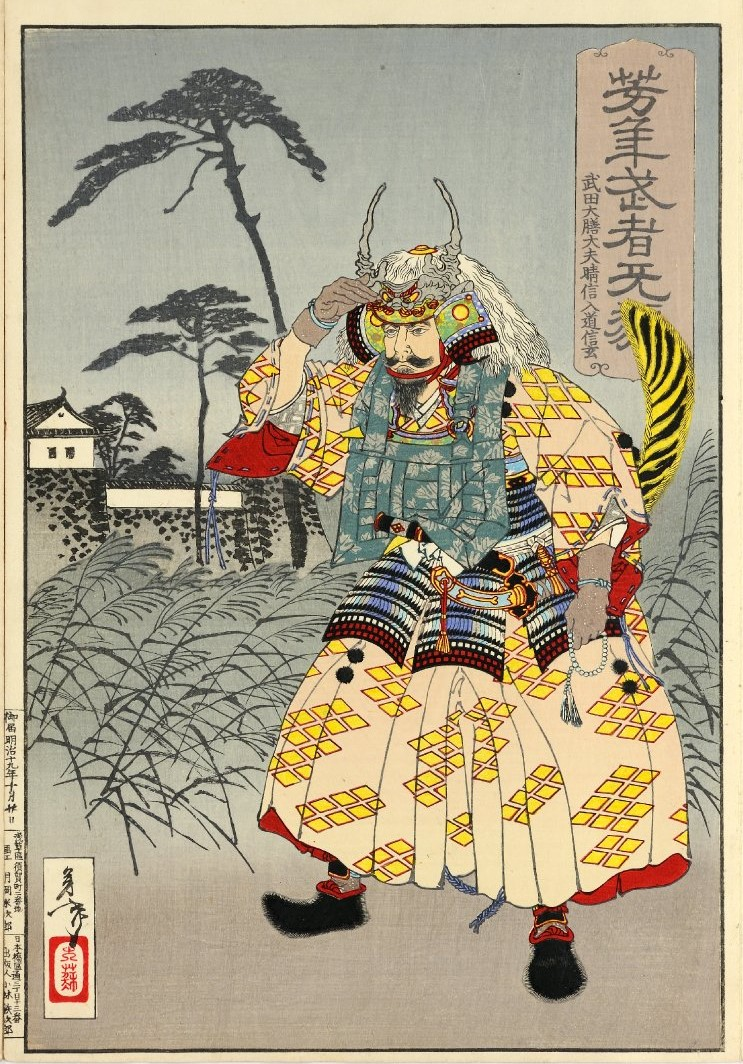
武田大膳大夫晴信入道信玄（月岡芳年画）

- ある時、駿河の今川義元の正室として嫁いだ姉から大量の貝殻が贈られてきた。山国甲斐で育った信玄はこれを喜び、近習に貝殻の数を調べさせた。貝殻は2畳分あった。そこで家臣らを呼んで「お前たち、この貝殻が何枚あるか当ててみよ」と命じた。ある者は1万5000枚、ある者は2万枚と思い思いに述べた。すると信玄は「皆的違いだ。3700枚ほどだ」と教えた。そして「わしは今まで、合戦には兵力が必要だと思っていた。だが兵力は少なくともよい。必要なのは5000の兵を1万に見せることができるように、兵を思うように動かすことこそ大事である。お前たちもこのことをしかと心得よ」と述べた。それを聞いた家臣らは「末恐ろしい若君よ」と驚嘆した（甲陽軍鑑。品第6）。
- 武田軍の強さは、息子の勝頼が長篠の戦いで大敗した後も、信長の支配地域において「武田軍と上杉軍の強さは天下一である」と噂されるほどのものであった（『大和国興福寺蓮成院記録』天正十年三月の項）。
- 躑躅ヶ崎館に、自分専用の水洗トイレを設置していた。これは躑躅ヶ崎館の裏から流れる水を利用した仕組みで、信玄がひもを引いて鈴を鳴らすと伝言ゲームのように配置された数人の家臣に知らされていき、上流の者が水を流す仕組みである。信玄はここを山と言う名称で呼んでいた。家臣が「何故、厠を山と言うのでしょう?」と尋ねた所、信玄は「山には常に、草木（臭き）が絶えぬから」と機知に富んだ回答をしている。敵襲に備えた信玄の考えから、トイレの広さは六畳もあり（狭いトイレだと非常時に身動きがとれなくなるため）、室内には机や硯も設置されており、ここで用を足しながら書状を書いたり作戦を考えていた。
- 『甲陽軍鑑』によると、信長から小袖が贈られた際、梱包に漆箱が使われていた。ふと思い立った信玄が箱を割るなどして調べると、それは漆が何度も重ね塗りされた最高級ともいうべきものであった。信玄は信長の、梱包にすら高価な漆箱を用いるその丁寧さから「これは織田家の誠意の表れであり、武田家に対する気持ちが本物だ」と周囲に語ったという。信長の真意はともかく、細かい所にも気をつける性格だったようである。
- 信玄にとって甲斐から京都へ上洛する距離は、当時としてはかなりの遠隔地だった。実際、織田信長の美濃・尾張に較べると甲斐は後進地域であるうえ、山国でもあるために行軍も難しかった。信長が信玄に先んじて上洛した際、当時の俳諧書である『犬筑波集』では、次のような句が記されている。「都より甲斐への国へは程遠し。おいそぎあれや日は武田殿」（大意：甲斐は都から遠い。お急ぎせねば日が暮れますぞ。）
- 信玄は上杉謙信を上杉姓で呼ばなかったが、これは甲斐守護の武田家と越後守護代の長尾家の格式の差による。長尾家が関東管領として上杉姓となると、格式が逆転したため、面白くなかった信玄は、最期まで長尾姓のままで呼び続けたという。
- ルイス・フロイスの『日本史』によれば、武田氏は「彼（織田信長）がもっとも煩わされ、常に恐れていた敵の1人」だったという。
- フロイスはその他、書簡（『日本耶蘇会年報』に所収）にいくつか信玄のことについて記している。「戦争においてはユグルタに似たる人」「彼は剃髪して坊主となり、常に坊主の服と数珠を身に付けたり。1日3回偶像を祭り、之が為 戦場に坊主600人を同伴せり。この信心の目的は、隣接諸国を奪うに在り」「彼は武力により畏怖され、部下より大に尊敬を受く。けだし小なる欠点といえども宥（ゆる）すことなく、直ちに之を殺害せしむるを以てなり」
- フロイスの1573年4月20日（元亀4年）付けの同じ書簡には、信玄が西上作戦前に織田信長に一書を送ったとある。そこには「その名を誇示せしめんとの慢心より、その書状の上に次の如く認めたり。テンダイノ・ザスシャモン・シンゲン」と署名してあり、「信長は之に対してドイロク・テンノマウオ・ノブナガ、と応酬せり」というやりとりがあったという。フロイスはこの署名を「其意は天台宗の教の最高の家および教師信玄といふことなり」と解釈しているが、実際は比叡山焼き討ちにより甲斐国に亡命してきた「天台座主の覚恕法親王の沙門（保護者）武田信玄」であり、信長は「第六天魔王（仏道修行を妨げる魔）信長」と返した様子で、宗教人らしいフロイスの拡大解釈であろう。

## 政策

### 合議制と御旗盾無
信玄の統治初期は中央集権的な制度でなく、合議制であった。このため、在地領主（いわゆる国人）の領地に対しては直接指示を下せなかった。「御旗盾無御照覧あれ」という言葉は合議制の議長である武田家当主の決定であるという意味に使われることが多い。
信玄の統治は、領地の拡大や知行制の浸透に伴い、合議制から中央集権な統治に変遷が見られる。

### 家臣団と制度

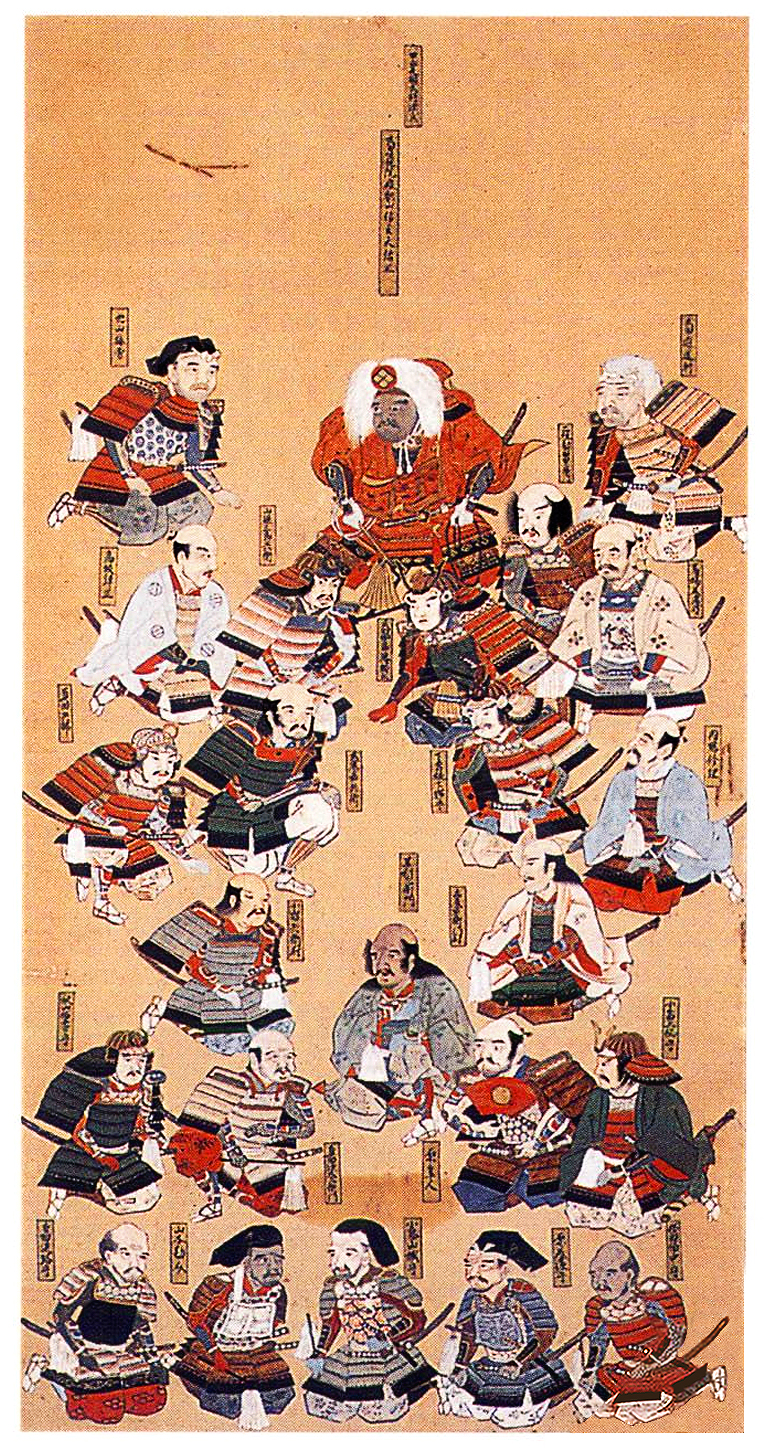
武田二十四将

武田家臣団を制度的に分類する事は研究者の間でも難しいとされる。武田家が守護から戦国大名になったと言う経緯から、中世的な部分が残る一方、時代に合わせて改変していった制度もあり、部分部分で鎌倉時代～室町時代前期の影響と、室町後期の時代の影響の両方がやや混然と存在しているためである。
家臣団を大きく分けると以下のように分けられる。

#### 御一門衆
信玄の兄弟・親族らが中心。「甲州武田法性院信玄公御代惣人数事」『甲陽軍鑑』巻八では十二名を記載している。呼称は「御一門衆」であることが指摘され、『甲斐国志』では「親族衆」とし、「国主の兄弟から出て一家を立てた」者とされる。このため今井家・一条家など、別姓もありえる。また、木曾氏のような婚姻関係の結果親族衆に含まれる場合も含まれる。

#### 譜代家老衆
基本的には甲斐一国当時から武田家に仕えていた家を中心とした家臣団。合議の場に列する資格を意味する家格であったと考えられており、軍事面・領国支配において重視された。文書においては「家老」「宿老」の用語が見られるが、多くは用いられていない。
「惣人数」には親族衆の次に配置され、馬場信春、内藤昌秀、山県昌景、高坂昌信（春日虎綱）、小山田信茂（郡内小山田）、甘利信忠、栗原詮冬、今福友清、土屋昌続、秋山虎繁、原昌胤（加賀守・隼人祐系）、小山田虎満（石田小山田）、跡部勝資（大炊助系）、浅利信種、駒井昌直、小宮山昌友、跡部勝忠（美作守系）の17名を挙げている。ただしこれらの譜代家老は同時に存在したわけではなかったと見られている。
特徴として、まず一族普代の氏族と一族普代でない氏族に区分される。一族普代では馬場、内藤、山県、甘利、栗原、今福、土屋、秋山、浅利、駒井、一族譜代でない氏族は郡内小山田、石田小山田、跡部（大炊助・美作守系）、春日、原、小宮山がいる。また、多くは譜代家老の出自であるが、嫡男ではなく次男以下の出自を持つ点も特徴とされる。ただし、今福浄閑斎、三枝昌貞、小山田信茂など一部の例外は見られる。
武田家の譜代家老衆は時代によって謀反や粛清、戦死などにより入れ替わりが存在し、御一門衆と同様に信虎までに登用されたグループと、信玄が新たに登用したグループに区分される。信昌から信縄・信虎の時代に側近・奉行として当主を支えた楠浦、河村、工藤、秋山、小田切、曽根、駒井、板垣などの氏族がいるが、帆、河村、工藤、秋山の四氏は当主の取次を務めていた。信玄の代になるとまず楠浦、河村が消え、続いて工藤、秋山、小田切も姿を消し、後に譜代家老の地位を離れて奉行衆として登場する。対して曽根、板垣、駒井は信虎から信玄初期にかけて重用されている。
信玄は信虎の代の譜代家老のうち甘利、郡内小山田、栗原、駒井、原（加賀守・隼人祐系）、小宮山氏を重用しているが、信玄の代には数次にわたる譜代家老の粛清も行われている。信玄は新たに山田、内藤、春日、馬場、土屋、石田小山田、跡部（大炊助・美作守系）、秋山、今福などを登用し、山県昌景・内藤昌秀らが活動をはじめる弘治・永禄年間には「惣人代」に記載される人名に至る。信玄が登用した譜代家老の多くは甲斐衆で身分が低く、百姓出身の春日虎綱（高坂昌信）など、多様な出自の人物を含む。跡部氏は信濃に出自を持つ氏族であるが甲斐衆として扱われていたと考えられており、他国から来た家臣は譜代家老から排斥されていた。逆に甲州に領地を持っていながら譜代と扱われていない例もある。4. その他の項を参照。
『甲陽軍鑑』に拠れば、武田家の譜代家老は小姓・奥近習から御使番を経て侍大将・城代となり、最終的に譜代家老に取り立てられたという。武田氏が信玄の代に領国を拡大すると、譜代家老は各地の拠点城郭に配置され、城代（武田氏では「郡司」と呼称される）として領域支配を担った。武田家の城代としては信濃国海津城の春日虎綱、信濃国牧之島城の馬場信春、信濃国内山城の小山田虎満、上野国箕輪城の内藤昌秀、上野国松井田城の小宮山虎高、美濃国岩村城の秋山虎繁、駿河国江尻城の山県昌景、駿河国深沢城の駒井昌直、駿河国久能城の今福浄閑斎、らがいる。武田家の城代は御一門衆と異なり領域支配を担っていた点が特徴であると指摘される。城代は寄親・寄子制により他国衆を相備衆として編成した。
譜代家老衆の中で小山田信茂は郡内領を有する国衆であり、特異な立場にいたことが指摘される。
後代に称された武田二十四将には譜代家老の家臣が多く含まれる。

#### 外様家臣団
同時代には外様と言う表現は使われていないが、現代では便宜的にこのように言われる。1及び2に含まれない家臣団。当時は諏訪衆・上野衆と言った地域名、あるいは真田衆と言った領主名で呼ばれていた。武田の水軍（武田水軍）である海賊衆もここに含まれる。

#### その他の域武士団
武川衆のように甲斐国内に存在した集団でありながら、親族とも譜代とも判別し難いのみならず、武田氏に服属していたのか同盟関係に近かったのかの判断が困難なグループがある（小山田氏等）。多くは中世の本家分家的な関係を基礎としており、一定地域での独自色の強い集団であった。これらの集団と武田氏との関係の研究は現在も続けられている（武川衆、津金衆、栗原衆、九一色衆、伊那衆など）。

#### 武田水軍
永禄11年（1568年）に間宮武兵衛（船10艘）、間宮信高（船5艘）、小浜景隆（安宅船1艘、小舟15艘）、向井正綱（船5艘）、伊丹康直（船5艘）、土屋貞綱（船12艘、同心50騎）などを登用して、武田水軍を創設している。

#### 軍陣医
信玄は軍陣医をともなっていたことが武田信玄陣立図から確認され、信玄の本陣の前に御伽衆の小笠原慶庵と長坂釣閑斎とともに甫庵（寺島甫庵か）の薬師本道と大輪（山本大林か）の薬師外科の医師団部隊が有事に備えて存在していた。このような部隊は珍しく、他には毛利元就が挙げられる。

#### 武田二十四将
江戸時代には『甲陽軍鑑』が流行し、信玄時代の武田家の武将達の中で特に評価の高い24名の武将を指して武田二十四将（武田二十四神将）と言われるようになった。信玄の家臣の絵図は「武田二十四将図」と呼ばれ、24人描かれるのが一般的とされるほどである。他に武田四天王も有名である。

### 家臣団の制度
職制は行政面と軍政面で分けられる。行政面では「職」と呼ばれる役職を頂点にした機関が存在した。ただし、武田氏は中央集権的な制度ではなかったため、在地領主（いわゆる国人）の領地に対しては直接指示を下せるわけではなかった。特に穴山・小山田両氏の領地は国人領主と言えるほどの独自性を維持している。信玄の初期は国人による集団指導体制の議長的な役割が強く、知行制による家臣団が確立されるのは治世も後半の事である。
構造的には原則として以下のようになっていたとされる。ただし、任命されていた人物の名が記されていない場合もあり、完全なシステムとしてこのように運営されていたわけではないようである。また、領地の拡大や知行制の浸透に伴い、これらの制度も変遷を行った様子がうかがえる。
- 行政
  - 職。
    - 公事奉行…公事と訴訟を担当する。ただし、この公事奉行が全ての裁判を審議したわけではなく、下部で収まらなかった訴訟を審議した。後述。
    - 勘定奉行…財政担当官。
    - 蔵前衆…地方代官。同時に御料所と呼ばれる武田氏直轄地の管理を行った。
    - 侍隊将…出陣・警護の任務に当たる。
    - 足軽隊将…検使として侍隊将の補佐を勤める旗本隊将と、領地境界の番手警備を行う加勢隊将に別れる。
    - 浪人頭…諸国からの浪人を統率する。
- 軍政
  - 職。
    - 旗本武者奉行…弓矢指南とされる。最上位に記される事から出陣の儀や勝鬨の儀などの責任者か。
    - 旗奉行…諏訪法性の旗などを差配する。
    - 鑓奉行…騎馬足軽が付随したとある。旗本親衛隊の統率者か。(横目衆。後の甲州九口之道筋奉行)
    - 使番衆…百足の旗を背負う伝令役。使番と奥使番に分けられる。
    - 奥近衆…奥近衆小姓とも記される。基本的には領主クラスの子弟から選ばれる。
    - 諸国使番衆…諸国への使者を務める。
    - 海賊衆…海軍（武田水軍）。
    - 御伽衆…御話衆とも。側近。
    - 新衆…工兵集団。架橋や陣小屋作成など。

行政・軍政とも職（総責任者）の下に位置し、武田氏の下部組織を勤める。竜朱印状奏者はこれらの制度上の地位とは別である。また、占領地の郡代など、限定的ながら独自裁量権を持つ地位も存在する。なお郡代という表現そのものも信濃攻略時には多く見られるが、駿河侵攻時にはあまり見られなくなっており、城主や城代がその役目を行うようになった。武田の行政機構が領地の拡大にあわせて変化していった一例であろう。

#### 寄親寄子制
軍事制度としては寄親寄子制であった事がはっきりしている。基本的には武田氏に直属する寄親と、寄親に付随する寄子の関係である。ただし、武田関連資料ではこの寄子に関して「同心衆」と言う表現をされる場所があるため、直臣陪臣制と誤解される事も多く、注意が必要である。また、地域武士団は血縁関係によって結びついた甲州内に存続する独自集団であり、指揮系統的には武田氏直属であったと考えられているが、集団が丸ごと親族衆の下に同心の様に配されている場合もあり、必ずしも一定していない。地域武士団の前者の例は先述の武川衆、後者の例は小山田氏に配属されていた九一色衆が上げられる。
寄親とされているのは親族衆と譜代家臣団・外様家臣団の一部。譜代家臣団でありながら同心（寄子）である家もあるため、譜代家臣団が必ず寄親のような大部隊指揮官という訳ではない。また、俗に言う武田二十四将の中にも同心格である家もあり、知名度とも関係はない。それどころか侍大将とされている人物でも寄親の下に配されている場合もあり、かなり大きな権限を持っていたと考えられている。全体としては大きな領地を持っている一族である例が多く、地主的な発言権とは不可分であるようである。また、一方面指揮官（北信濃の春日虎綱や上野の内藤昌豊など）のように、領地とは別に大軍を指揮統率する権限を有している場合もある。
寄子は制度的には最も数が多くなる。譜代家臣団・外様家臣団の大部分である。平時には名主として領地を有し、居住する地域や領地の中に「又被官（武田氏から見た表現。被官の被官と言う意味）」と記される直属の部下を持つ。寄親一人の下に複数の寄子が配属され、一軍団を形成する。武田関係の資料では先述したように「同心衆」と記され、「甘利同心衆」と言うように責任者名＋同心の書き方をされる例が多い。ただしこの名前が記されている人物も寄子である場合もあり、言葉そのものが状況によって使い分けられていたようである。
この複雑さを示す例として「信玄の被官」であり、板垣信方の「同心」を命じられた曲淵吉景が挙げられる。信玄の被官と言う事は信玄直属であり、制度面で正確に言えば寄子としては扱われないはずであるが、信方の同心である以上は寄子として扱われている。信玄の被官である以上、知行は信玄から与えられる一方、合戦時の指示は信方から与えられる、と言う事になる。この例の曲淵は他者の同心であるが、信玄直属の同心と言える立場の人物ももちろん存在していた。
もっとも現代のように一字一句にこだわった表現が当時されていたかどうかは判断が難しい。軍役帳などの場合、「被官〜氏」「同心〜氏」であれば信玄直属の被官、「〜氏同心××氏」でれば誰かの又被官と、前後の書かれ方で意味が通じるからである。現代発行される書籍などで単語だけ取り出す事によって混乱が助長されている面は否定できない。
また、『中尾之郷軍役衆名前帳』には同じ郷から出征する人物が複数の寄親に配属されている場合があり、複数の郷に領地を持っている人物が寄子同心が存在するなど、一概に一地方＝一人物の指揮下と断定する事もできない。これもまた制度研究を困難にさせている要因の一つである。
なお、裁判面では寄親寄子制が基幹となっており、『甲州法度之次第』では内容にかかわらず寄子はまず寄親に訴え出る事が規定されている。寄親が対処できない場合のみ信玄の下に持ち込まれることになっていた。これは一方で兵農未分離の証左とも言える。
信玄は家臣との間の些細な諍いや義信事件など家中の動揺を招く事件に際しては、忠誠を誓わせる起請文を提出させており、神仏に誓うことで家臣との紐帯が保たれていた。また、信玄が寵愛する衆道相手の春日源介（「春日源介」の人物比定は不詳。）に対して、浮気の弁明を記す手紙や誓詞（天文15年（1546年））武田晴信誓詞、ともに東京大学史料編纂所所蔵）が現存しており、家臣との交友関係などを示す史料となっている。

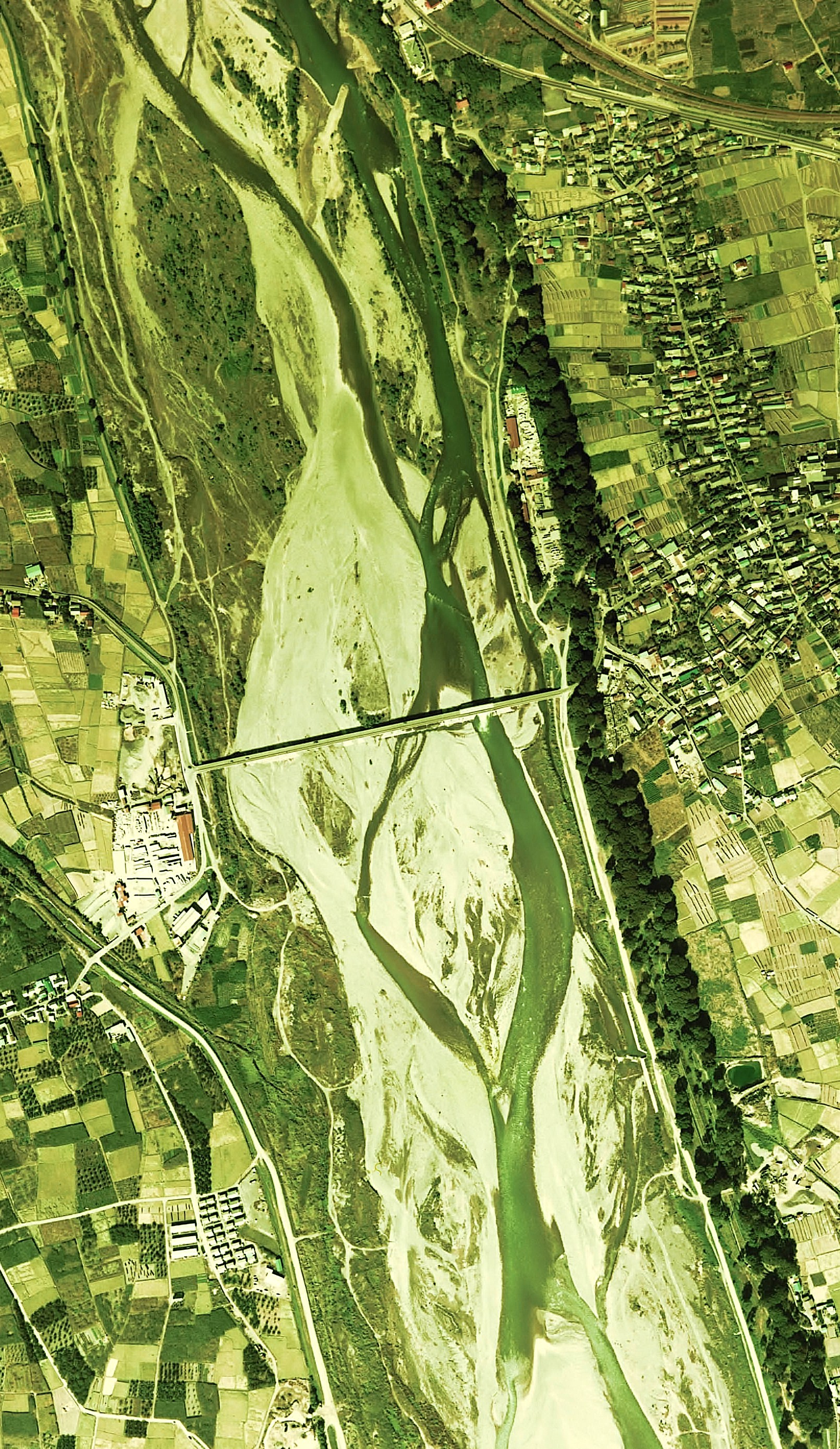
信玄堤（竜王堤）付近の空中写真。画像右側に帯状に見える緑地が堤防である。（1975年撮影）

#### 信玄の偏諱
信玄（晴信）に関して特徴的なことは、家臣に対する偏諱として「昌」の字が用いられた例が多いことである。武田氏の通字である「信」の授与は重臣の嫡男に限られ、それ以外の家臣には父・信虎は「虎」、子・勝頼は「勝」の字を授けているが、晴信の「晴」は将軍からの偏諱であるために「晴」の字を授けた確実な例はなく、代わりに曽祖父・武田信昌に由来する「昌」の字を代わりに授けたとみられている。例えば、真田氏の場合、幸隆の嫡男には「信」の一字を与えて信綱、次男以下には「昌」の字を与えて昌輝・昌幸などと名乗らせている。

### 領国統治

#### 分国法
信玄期には信虎期から整備されて家一間ごとに賦課される棟別諸役が確立し、在地掌握のための検地も行われ、領国支配の基盤が整えられた。
その一環として、天文16年（1547年）に甲州法度次第という分国法を制定した。

#### 治水事業
武田氏の本拠地である甲斐は平野部である甲府盆地を有するが、釜無川、笛吹川の二大河川の氾濫のため利用可能な耕地が少なく、年貢収入に期待ができなかった。この為、信玄期には大名権力により治水事業を行い、氾濫原の新田開発を精力的に実施した。代表的事例として、甲府城下町の整備と平行して行われた御勅使川と釜無川の合流地点である竜王（旧・中巨摩郡竜王町、現・甲斐市）では信玄堤と呼ばれる堤防を築き上げ、河川の流れを変えて開墾した。

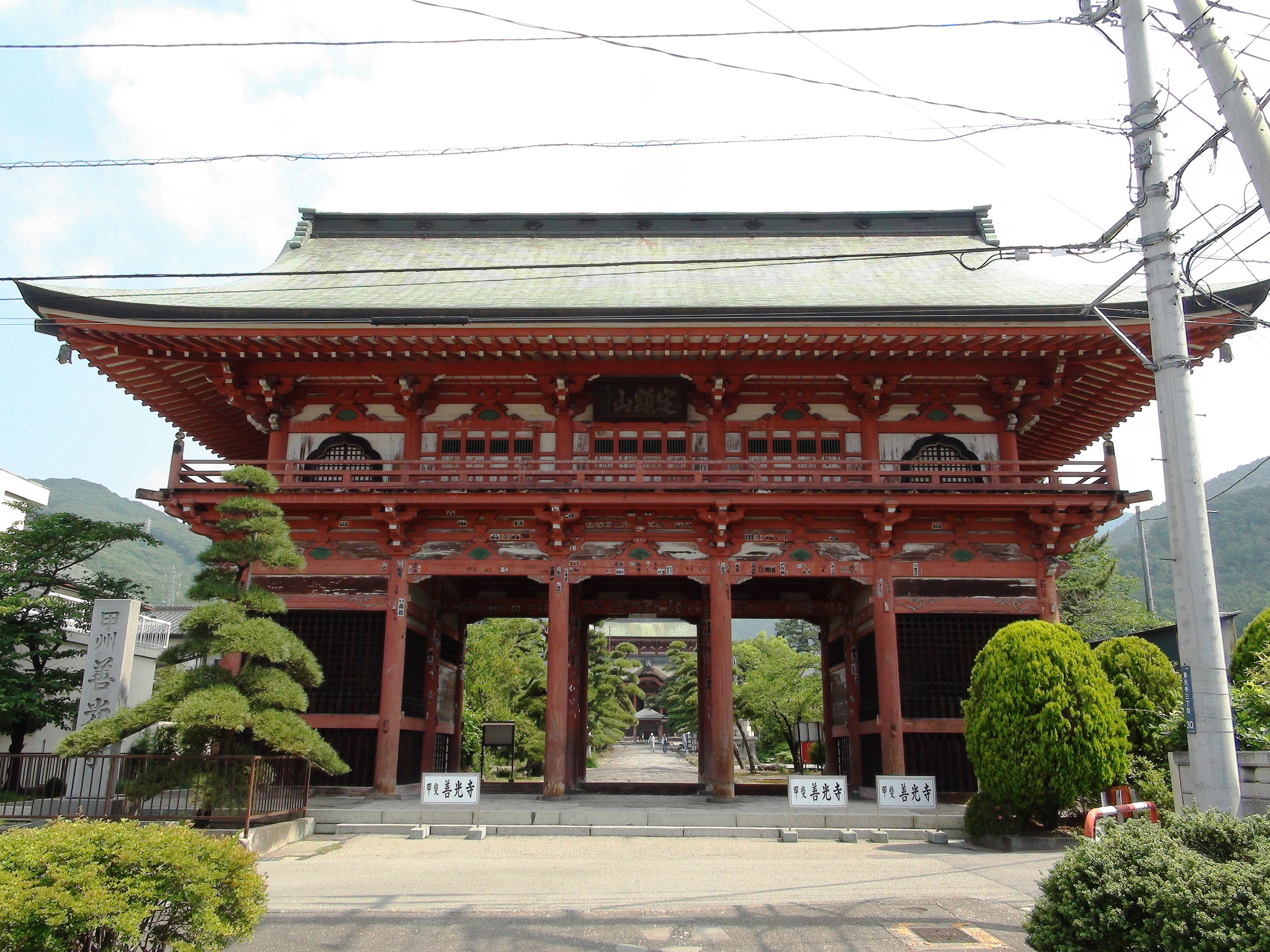
甲斐善光寺の山門（重要文化財）

#### 甲州三法
大小切税法や甲州金、甲州枡の甲州三法を制定。
日本で初めて金貨である甲州金（碁石金）を鋳造した。甲斐には黒川金山や湯之奥金山など豊富な埋蔵量を誇り、信玄期に稼動していた金山が存在していた。南蛮渡来の掘削技術や精錬手法を積極的に取り入れ、莫大な量の金を産出し、治水事業や軍事費に充当した。また中央権門や有力寺社への贈答、織田信長や上杉謙信に敵対する勢力への支援など、外交面でも大いに威力を発揮した。ただし、碁石金は通常の流通には余り用いられず、金山の採掘に関しては武田氏は直接支配を行っていた史料は見られず、金堀衆と呼ばれる技術者集団の諸権益を補償することによって金を得ていたと考えられている。

#### 寺社に対する方針
寺社政策では寺領の安堵や寄進、不入権など諸権益の保証、中央からの住職招請、法号授与の斡旋など保護政策を行う一方で、規式の保持や戦勝祈願の修法や戦没者供養、神社には神益奉仕などを義務づける統制を行っている。信玄は自身も仏教信仰を持っていたが、領国拡大に伴い地域領民にも影響力を持つ寺社の保護は、領国掌握の一環として特定宗派にとらわれずに行っている。特に臨済宗の恵林寺に対する手厚い保護や、武田八幡宮の社殿造営、甲府への信濃善光寺の移転勧請などが知られる。

## 研究

### 肖像画

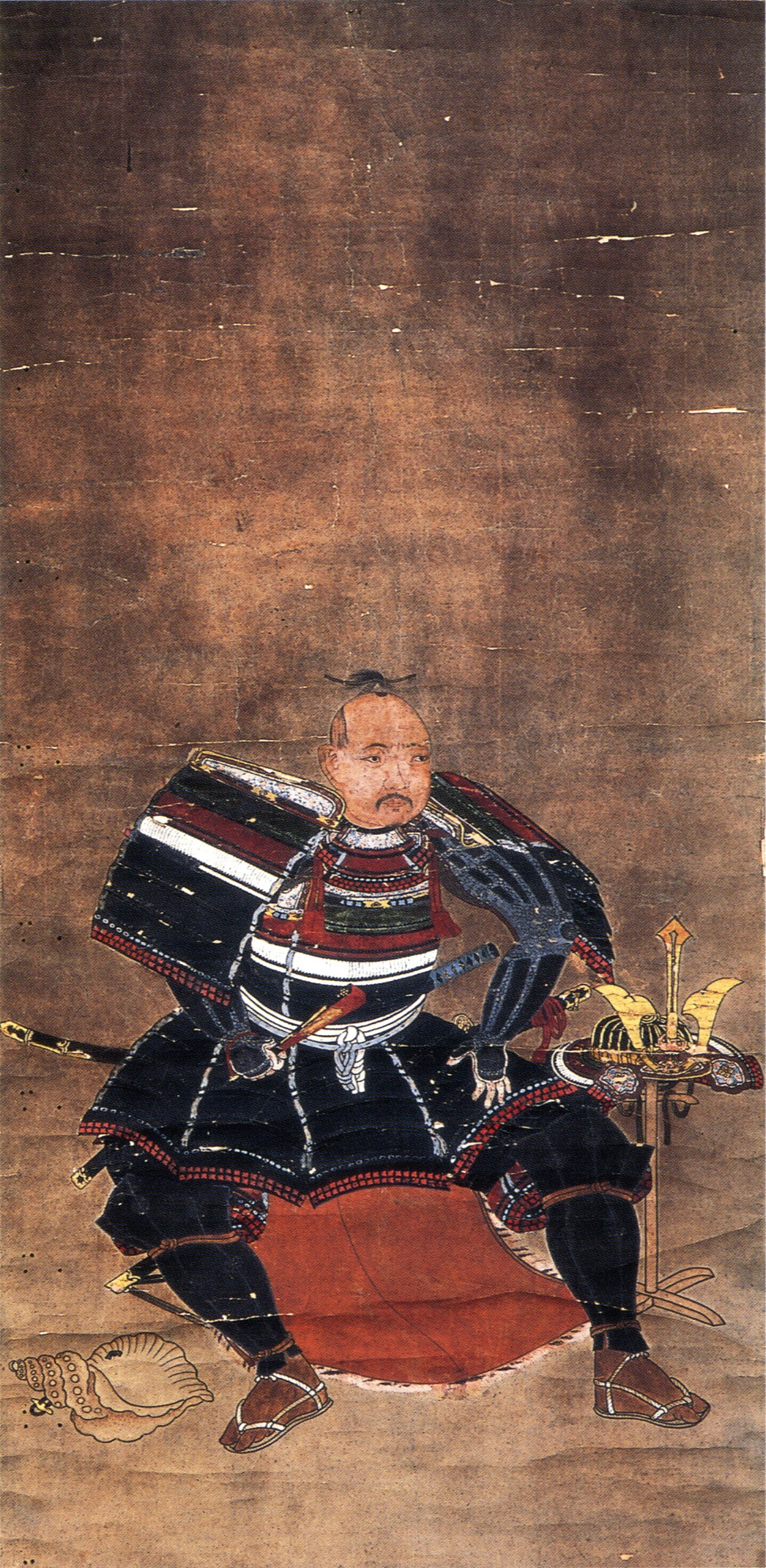
伝吉良頼康像
（九品仏浄真寺蔵）

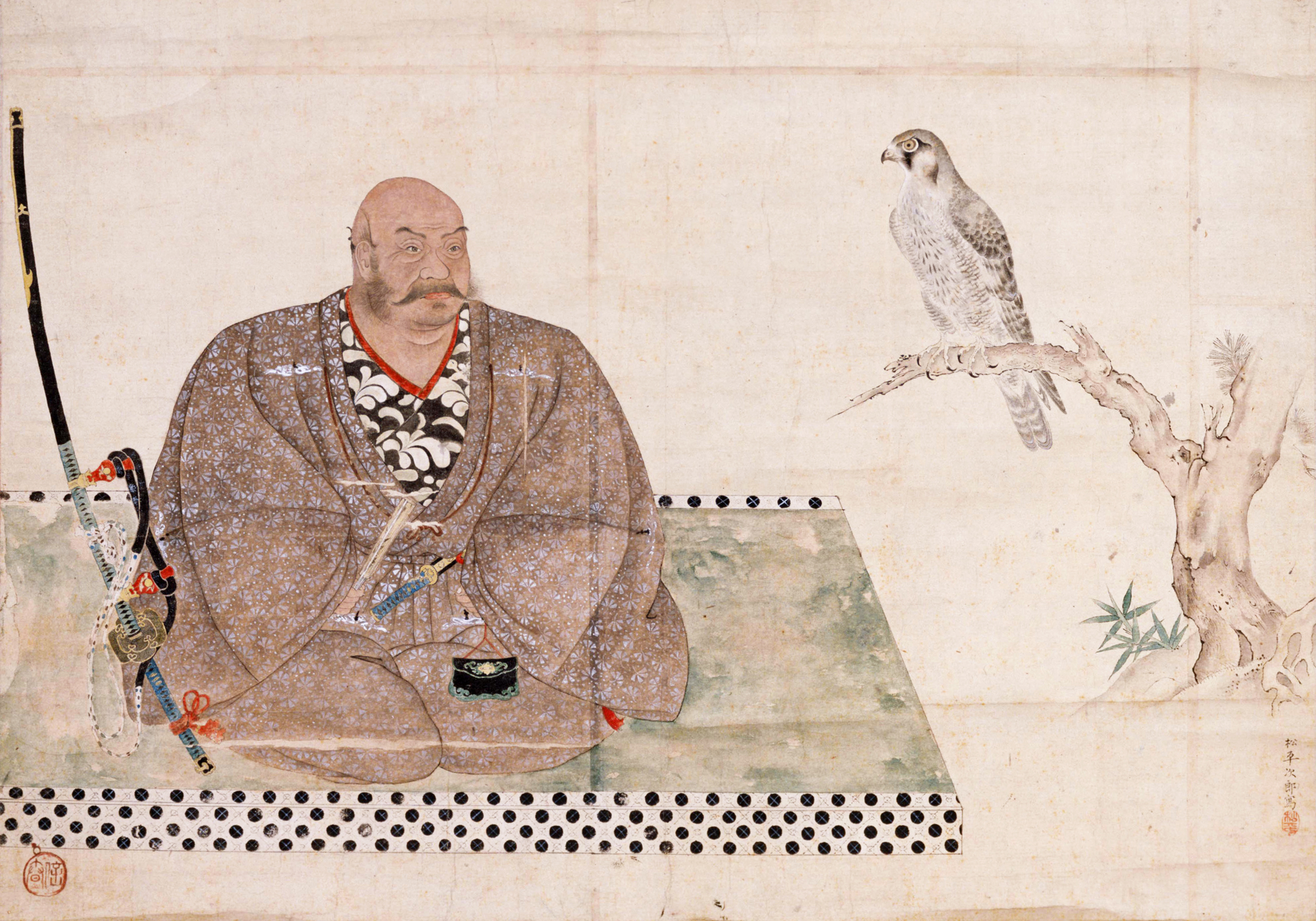
従来信玄像とされた能登畠山氏像
（模写、原典は成慶院所蔵）

信玄の肖像画は同時代のものが複数存在し、和歌山県持明院所蔵の『絹本著色武田晴信像』、高野山成慶院所蔵の長谷川等伯筆『絹本著色武田信玄像』（重要文化財）が知られる。
前者は信玄の供養のため奉納されたと伝わる肖像画で、青年期の晴信が侍烏帽子に直垂という武家の正装姿で描かれており、直垂には武田家当主・甲斐守護職であることを示す花菱紋が描かれている。後者は、勝頼が武田氏の菩提所である成慶院に奉納したと伝わる肖像画で、壮年期のふっくらとした姿で頭部には髻があり、笄や目貫に足利将軍家家紋「二引両紋」のある脇差が描かれている。三条家とも関わりのある絵師・長谷川等伯によって描かれ、信玄正室の三条夫人の叔父を描いた『日堯上人像』と同時期に描かれている。また、高野山成慶院には信玄の弟信廉が描き勝頼が奉納したとされる肖像があったとされ、原本は伝存していないが写が現存している。
同時代では、信玄は肖像画以外に不動明王のイメージで自らを描かせているが、イメージは不確定であった。江戸時代には『甲陽軍鑑』が流行し、軍配を持ち赤法衣と諏訪法性（）の兜に象徴される法師武者姿としてのイメージが確立し、狩野探信や柳沢吉里（柳沢吉保の嫡男）により描かれた信玄個人の肖像画や武田二十四将図、歌舞伎や浄瑠璃の演目『本朝廿四孝』、これを描いた役者絵や武者絵などにおいて定着した。明治期もこの流れを引き継いでいるが、顔貌の描き方は統一されていなかった。しかし、松平定信編纂の『集古十種』（寛政12年（1800年刊））で既に成慶院本が「武田信玄像」として紹介されており、これが明治40年頃に東京帝国大学が発行した教育用掛図の中に採用されて普及し始め、今なお信玄の一般的なイメージとして知られている。甲府駅前や塩山駅前に建てられている銅像なども、そのイメージは成慶院本がモデルとされた。
ところが、歴史学者の藤本正行は、
- 勝頼の書状には像の図様が書かれておらず、成慶院本がそれに当たるか判別できない。
- 成慶院本は、『集古十種』以前に信玄像として扱われたことはなく、また『集古十種』にはしばしば誤りがある。
- 信玄の末子信清の家系である米沢武田家の史料に、成慶院の肖像は逍遙軒筆とあり、等伯が描いた現在の成慶院本と矛盾する。
- 39歳で出家し剃髪したにもかかわらず、後鬢が残されている。
- 服や刀の家紋が武田花菱紋でなく、二引両紋（足利氏や畠山氏）である。旧説支持者は足利将軍家からの下賜品と解釈するが、もしそうならばより権威が高く贈答品に用いられ肖像画の作例も多い桐紋が相応しく、また自家の家紋が全く描かれていないのは不可解である。
- （持病の）労咳や癌で死んだと言われる割には、身体がふっくらしている。
- 右側に止まっている鳥は、当時の甲斐ではあまり見られない鳥種であった。
- 絵師は能登出身の長谷川等伯であることは間違いないが、この時期に能登から出た形跡が無く、信玄との接点は薄い。旧説支持者からは多くの仮説が出されているが、どれも成慶院本を信玄像とすることを前提としており、史料的な裏付けもない。

などの疑問点から、成慶院本の像主は能登畠山家の誰か、特に畠山義続の可能性が高いという説を出している。そのため、最近の教科書では成慶院本の画像は使われず、もっぱら持明院本の画像が採用されることが多い。なお藤本によれば、花菱紋が大量に描かれ、具足の描き方などが時代的によく合っているという論拠から、東京都世田谷区の浄真寺所蔵の『伝吉良頼康像』こそが、本来成慶院にあった逍遙軒の描いた信玄像の忠実な模本であるという。また、江戸期に描かれた他の模本類でも、前述の高野山成慶院にあったという逍遥軒筆の信玄像は、この『伝吉良頼康像』に類似する。更に信玄の法名「徳栄軒」と、畠山義綱の戒名「興禅院華岳徳栄大居士」に注目し、元々成慶院本に付属していた箱書きや讃文に書かれていたであろう「徳栄」の文字が、後世の人々に信玄像と誤認させたのでは、という指摘もある。しかし美術史家からは、肖像は描かれた状況からどう描いたかを考えるべきで、図像から像主を判断するのは順序が逆だとして、こうした見方に反対する意見も根強い。しかし、こうした反論は説得性を欠き、もはや決着はついたとする研究者もいる。

### 武田菱

甲府市章の菱形は武田菱を由来とする。

武田菱は、甲州武田家の家紋である。菱形を4つ合わせた形状であり、知名度が高い。元々は「割菱紋」と呼ばれたが、江戸期に大量に描かれた信玄像で信玄を表す家紋として使われたため、「武田菱」の呼び名が定着した。ただし、前述のように信玄のような武田家の総領は、実際には割菱紋ではなく花菱紋を用いており、注意を要する。旧甲斐国の山梨県では、甲府駅から一般家屋に至るまであらゆる場所に武田菱が見られる。なおこの意匠は、山梨県警機動隊の車両などの装備品に用いており、JR東日本の特急「あずさ」「かいじ」に使われたE257系のデザインにも取り入れていた。
また、広島県立祇園北高等学校は、校舎が武田氏の傍流安芸武田氏の居城佐東銀山城のあった武田山の麓に立地していることにちなみ、校章には武田菱があしらわれている。同じ広島県の呉武田学園武田中学校・高等学校は、安芸武田氏の末裔が設立した学校である事から、この学校の校章は武田菱をモデルとした校章を採用している。
長野県の白馬連峰山麓にある白馬五竜スキー場などの名称「五竜」は「御料」もしくは「御菱」が変化したものであり、雪解けの季節に武田菱に似た模様が山肌に現れるため武田家の「御料」と定められ（もしくは武田家の「御菱」ということから）、それが「五竜」と変化した、とする巷談がある。詳しくは「五竜岳」の項目参照。
なお、皇居で行われる新年一般参賀や天皇誕生日の一般参賀において使用される宮殿・長和殿のベランダ（天皇や皇族らが立つ位置）周辺に武田菱と同じ紋様が存在するが、これは古くから宮中の調度、装束に用いられているもので、甲州武田家とは無関係である（宮内庁広報係の回答より）。

### 風林火山
風林火山の旗が有名である為、信玄の代名詞とされる事がしばしば見られる。
「疾如風、徐如林、侵掠如火、不動如山」
諏訪明神の加護を信じて「南無諏方南宮法性上下大明神（なむすわなんぐうほっしょうかみしもだいみょうじん）」が同時に使われている。

## 後世の評価

甲府駅南口前の武田信玄公之像

徳川幕府が成立してから著しく評価を落とされた豊臣秀吉とは対照的に、信玄は「家康公を苦しめ、人間として成長させた武神」として高く評価された。信玄の手法を家康が参考にした事から、「信玄の神格化＝家康の神格化」となるので幕府も信玄人気を容認していたとされる。
江戸時代には信玄の治世や軍略を中心とした『甲陽軍鑑』が成立。甲州流軍学が流布されたほか、『甲陽軍鑑』を基に武田家や川中島合戦を描いた文学がジャンルとして出現した。また、江戸時代中期以降は一円が幕領支配となった甲斐国においては、大小切税法や甲州金、甲州枡の甲州三法に象徴される独自の制度を創始した人物と位置づけられ、崇められるようになった。
明治には信玄のイメージが広く定着するが、江戸期を通じて天領であった山梨県においては信玄は郷土史の象徴的人物と認識されるようになった。第二次世界大戦前は内務省が武田神社の別格官幣社への昇格条件に信玄の勤王事跡の挙証を条件としていたこともあり、郷土史家により信玄を勤王家と位置づける研究も見られた。戦後は、英雄史観や皇国史観を排した実証的研究が中世史や武田氏研究でも行われるようになった。また1987年（昭和62年）に発足した武田氏研究会では、磯貝正義、上野晴朗、笹本正治、柴辻俊六、平山優、秋山敬らの研究者によって、実証的研究や武田氏関係史料の刊行を行っている。
戦後には産業構造の変化から観光が山梨県の主要産業になると、観光事業振興の動きの中で、信玄は山梨県や甲府市などの自治体、民間の企業・団体によって、歴史的観光資源となる郷土の象徴的人物として位置付けられた。信玄の命日にあたる4月12日の土日には時代行列「甲州軍団出陣」を目玉とした都市祭礼である信玄公祭りが開催されており、また山梨の日常食であったほうとうが「信玄の陣中食」として観光食としてアピールされるなど、観光物産に関わる様々な信玄由来説が形成された。信玄餅や信玄鍋のように名を冠した商品もあるほか、「信玄の隠し湯」と自称する温泉地も長野県内などを含めて点在する。
関連施設も複数ある。恵林寺山内の「信玄公宝物館」（甲州市）、「甲府市武田氏館跡歴史館」（愛称「信玄ミュージアム」） などである。

## 系譜
武田氏は清和源氏の中の河内源氏系の新羅三郎義光を祖とする甲斐源氏の棟梁。武田氏は甲斐守護も務め、信玄は第19代当主に当たる。
父母
- 父：武田信虎
- 母：大井の方

兄弟
- 武田信繁
- 武田信基
- 武田信廉
- 松尾信是
- 武田宗智
- 河窪信実
- 一条信龍
- 武田信友
- 定恵院（今川義元室）
- 南松院殿（穴山信友室）
- 禰々（諏訪頼重室）
- 花光院（浦野友久室）
- 菊御料人（菊亭晴季室）
- 亀御料人（大井信為室）
- (下条信氏室)
- (禰津政直室)

妻妾
- 正室：上杉の方（上杉朝興の娘）
- 継室：三条の方（三条公頼の娘）
- 側室
  - 諏訪御料人（諏訪頼重の娘）
  - 禰津御寮人（禰津元直の娘）
  - 油川夫人（油川源左衛門の娘）

子女
- 武田義信
- 海野信親
- 武田信之
- 黄梅院（北条氏政室）
- 見性院（穴山信君室）
- 武田勝頼（諏訪勝頼）
- 真竜院（木曾義昌室）
- 仁科盛信
- 葛山信貞
- 武田信清
- 菊姫（上杉景勝正室）
- 松姫（織田信忠と婚約）

信玄の正室・側室は上杉朝興の娘、三条公頼の娘・三条の方（または三条夫人）のほか、諏訪頼重の娘など。多数の正室・側室がいたとする説もあるが、系譜・記録資料から確認できるのは上杉の方、三条の方、諏訪御料人、禰津御寮人、油川夫人の5人である。ただ、禰津御寮人の子と言われる武田信清の出生時期が極めて遅いこと、信玄の七女が母親不詳なこと、上記3人以外の側室とされる墓が残されていることから、ほかに側室がいた可能性も考えられている。

## 関連作品
小説
- 風林火山（1955年、新潮社、井上靖）

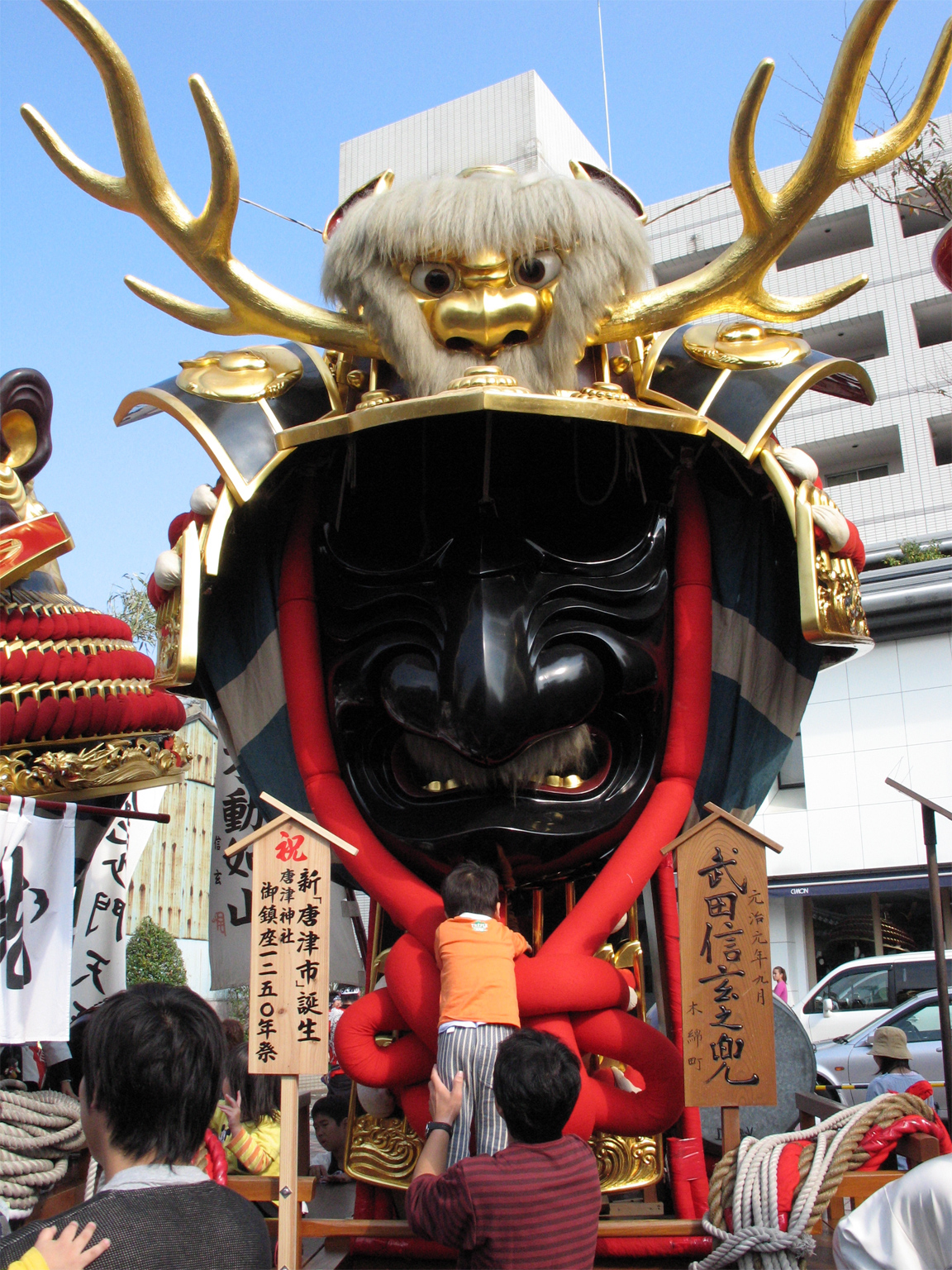
唐津くんちのモチーフになった「武田信玄の兜」

- 信玄軍記（1956年、河出書房新社、松本清張）
- 天と地と（1962年、朝日新聞社、海音寺潮五郎）
- 武田信玄（1969年-1973年、文藝春秋、新田次郎）
- 武田信玄（1987年、富士見書房、土橋治重）
- 信玄戦旗（1987年、『信玄軍記』の改訂版、角川書店、松本清張）
- 武田三代記（1988年、新人物往来社、高野楽山）
- 武田信玄（1993年、講談社、津本陽）
- 暮天の正将（2023年、『戦国武将伝 東日本編』収録、PHP研究所、今村翔吾）

映画
- 笛吹川（1969年、松竹、原作：深沢七郎、武田信玄役：中村勘三郎）
- 風林火山（1969年、東宝・三船プロ、原作：井上靖、武田信玄役：初代中村錦之助）
- 戦国自衛隊（1979年、東宝・角川春樹事務所、原作：半村良、武田信玄役：田中浩）
- 影武者（1980年、東宝・黒澤プロ、武田信玄と影武者の二役：仲代達矢）
- 天と地と（1990年、東映・角川春樹事務所、原作：海音寺潮五郎、武田信玄役：津川雅彦）

テレビドラマ
武田信玄が主人公のテレビドラマ
- 武田信玄（1966年、よみうりテレビ、武田信玄役：倉丘伸太朗）
- 武田信玄（1988年、NHK大河ドラマ、武田信玄役：中井貴一（家督争い直前までは真木蔵人））
- 武田信玄（1991年、TBS、武田信玄役：役所広司）

武田信玄が登場するテレビドラマ
- 天と地と（1969年、NHK大河ドラマ、武田信玄役：高橋幸治）
- 風林火山（同年、NETテレビ、武田信玄役：緒形拳）
- おんな風林火山（1986年、TBS、武田信玄役：石立鉄男）
- 風林火山（1992年、日本テレビ「年末大型時代劇スペシャル」第8弾、武田信玄役：舘ひろし）
- きっと明日は（1996年、NHK教育）※武田家の隠し財宝をテーマにしている。
- 風林火山（2006年、テレビ朝日、武田信玄役：松岡昌宏）
- 風林火山（2007年、NHK大河ドラマ、武田信玄役：二代目市川亀治郎、元服直前期（幼名：勝千代）は池松壮亮）
- おんな城主 直虎（2017年、NHK大河ドラマ、武田信玄役：松平健）
- 麒麟がくる（2020年、NHK大河ドラマ、武田信玄役：石橋凌）
- どうする家康 （2023年、NHK大河ドラマ、武田信玄役︰阿部寛）

漫画
- 武田信玄 - 横山光輝、原作：新田次郎
- 武田信玄 - さいとうたかを、原作：新田次郎
- 炎の虎信玄 - 永井豪
- ここから風林火山 - 柳原満月
- 戦国風林火山 武田信玄 - 横山まさみち
- 甲斐の虎 武田信玄 - 小島剛夕、原作：小池一夫

コンピュータゲーム
- 戦国関東三国志（インテック）
- 武田信玄（エイコム）
- 武田信玄（ホット・ビィ）
- 武田信玄2 （ホット・ビィ）
- 信長の野望 (初代)　2P側が武田信玄
- イケメン戦国〜時をかける恋〜
- Fate/Grand Order（TYPE-MOON）

アーケードゲーム
- 武田信玄（ジャレコ）
- 戦国大戦（セガ・インタラクティブ）SR武田信玄等

ボードゲーム
- 信玄上洛 〜風の巻〜 - ツクダホビー ※作戦級（HG-121）
- 関東制圧 - ツクダホビー ※ 天と地と（第四次川中島合戦）、謙信越山（上杉謙信の小田原包囲戦）、関東制圧（武州松山城包囲戦）、甲相激突三増峠（三増峠の合戦）
- 甲裴の虎 - ツクダホビー（HG-130） ※上田原の戦い、川中島の戦い、三増峠の戦いの3シナリオ。
- 武田盛衰記 - ツクダホビー ※「三方ヶ原の合戦」,「信長、三方ヶ原へ」（ifシナリオ）,「長篠の合戦」,「雨の長篠」（ifシナリオ）
- 武田騎馬軍団 - エポック社
- 謙信VS信玄 川中島の戦い - アークライト
- 竜虎激突 信玄謙信 - ゲームジャーナル第8号、シミュレーションジャーナル
- 信玄最後の戦い - コマンドマガジン日本版第36号、国際通信社 ※『信玄上洛 〜風の巻〜 』のリメイク版。
- 信州制圧 〜武田信玄の信州制圧〜 - コマンドマガジン日本版第56号、国際通信社
- Kawanakajima 1561 – Hexasim（フランスのゲームメーカー）。※第四次川中島の戦いをテーマにしたボード
- 武田信玄ゲーム - TAKARA  大河ドラマ武田信玄放送時に定価2,000円で発売された川中島での上杉謙信との戦いをテーマにしたボードゲーム。8歳〜大人向け。

模型
- SD戦国伝 天と地と（1990年（平成2年）、バンダイ）
- SD戦国伝 武神降臨編（2009年（平成21年）、バンダイ）
- プラアクト戦（SEN）04:武田（2014年（平成26年）、株式会社ピーエムオフィスエー）武田信玄をモチーフとしたロボット

歌謡曲
- 悪行〜武田信玄（1973年、作詞：佐伯孝夫、作曲：渡辺岳夫、歌：三浦洸一。コンピレーション・アルバム『戦国の武将』（規格品番：SJX-155）収録）
- 日本の名将 武田信玄（1980年、作詞：三波春夫、作曲：遠藤実、歌：三波春夫）
- 長編歌謡浪曲 戦国塩物語 （1980年、作詞・作曲・歌：三波春夫）